# Гражданская война в Ливии (2011)
Гражда́нская война́ в Ли́вии 2011 года, также известная как Пе́рвая гражда́нская война́ в Ли́вии (араб. الحرب الأهلية الليبية‎) — гражданская война, разгоревшаяся на территории Ливии в 2011 году между правительством Ливийской джамахирии во главе с её бессменным лидером Муаммаром Каддафи, правившим государством с 1969 года, и вооружёнными отрядами революционеров во главе с Переходным национальным советом Ливии (ПНС), поддерживаемыми США, ЛАГ, ЕС, другими государствами и межгосударственными организациями. Конфликт начался с волнений в феврале 2011 года, которые произошли после череды революций в соседних Тунисе и Египте и быстро приняли форму гражданской войны. Противники Каддафи, заняв ряд городов преимущественно на востоке страны, вели ожесточённые бои с армией Джамахирии, в том числе с наёмниками из разных стран (преимущественно из стран Чёрной Африки — Чада, Гвинеи, Нигерии, Кот-д’Ивуара и др.). Войне предшествовали протесты в Эз-Завии 8 августа 2009 года, а позже протесты в Бенгази, начавшиеся во вторник 15 февраля 2011 года, что привело к столкновениям с правохранительными органами, которые подавили данные протесты с особой жестокостью. Протесты переросли в восстание, которое распространилось по всей стране, когда силы, противостоящие Каддафи, 5 марта создали временный руководящий орган Национальный переходный совет (ПНС) и провозгласили его единственным легитимным правительством страны.
Международное сообщество, в большинстве своём, осудило действия Каддафи и верных ему войск. 26 февраля Совет Безопасности ООН принял Резолюцию 1970, которая заморозила активы Каддафи и его ближайшего окружения, ограничила их поездки и передала этот вопрос в Международный уголовный суд для расследования. Международный уголовный суд в свою очередь заявил, что действия Каддафи могут быть квалифицированы как преступления против человечности. Позже, в ночь на 18 марта 2011 года, Совет Безопасности принял резолюцию 1973 (2011), установившую над Ливией бесполётную зону и разрешившую применение любых средств для защиты мирного населения, за исключением «возможности пребывания иностранных оккупационных сил в любой форме на любой части ливийской территории». После этого различные объекты, контролируемые правительством Джамахирии, были подвергнуты ударам с воздуха представителями стран НАТО. Затем правительство Каддафи объявило о желании прекратить огонь, но боевые действия и бомбардировки продолжались. На протяжении всего конфликта революционеры отвергали предложения правительства о прекращении огня и усилия Африканского союза по прекращению боевых действий, поскольку изложенные планы не включали уход Каддафи.
В августе силы революционеров начали наступление на удерживаемое правительством побережье Ливии, поддержанное широкомасштабным военным вмешательством НАТО, которое переломило ход гражданской войны в пользу революционеров, благодаря чему революционеры вернули территорию, потерянную месяцами ранее, в конечном итоге захватив столицу Триполи, в то время как Каддафи избежал пленения, а лоялисты участвовали в арьергардной кампании. 16 сентября 2011 года Переходный национальный совет был признан ООН единственным легитимным правительством Ливии, заменившим правительство Джамахирии. Муаммар Каддафи избегал пленения до 20 октября 2011 года, 23 октября пал последний бастион сил Каддафи — Сирт. Сам Муаммар Каддафи был пленён при попытке бегства и жестоко убит без суда и следствия близ Сирта, после чего Переходный национальный совет «объявил об освобождении Ливии» и «официальном окончании войны».
Однако после декларированного окончания гражданской войны боевые действия фактически продолжались остатками сил Джамахирии. Между местными ополченцами и племенами имели место различные разногласия и раздоры, в том числе боевые действия 23 января 2012 года в бывшем оплоте Каддафи Бени-Валиде, что привело к созданию альтернативного органа власти. Гораздо более серьёзной проблемой была роль ополченцев, участвовавших в гражданской войне, и их роль в новой Ливии. Некоторые отказались разоружаться, и сотрудничество с ПНС было напряжённым, что привело к демонстрациям против ополченцев и действиям нового правительства по роспуску таких группировок или их интеграции в новые ливийские вооружённые силы. Эти нерешённые проблемы в итоге привели непосредственно ко второй гражданской войне в Ливии.

## Причины и предпосылки

### Экономическое и социальное развитие
Условия жизни в Ливии были достаточно хорошими, однако они имели и свою специфику. С 1969 по 1975 год уровень жизни, ожидаемая продолжительность жизни и грамотность в Ливии постепенно росли. К концу 42-летнего правления Каддафи население Ливии имело доход на душу населения в размере 14 000 долларов, хотя, по разным оценкам, треть населения все ещё жила за чертой бедности. По данным российского интернет-портала, средняя зарплата в Ливии составляла 1050 $. Бездомность была незначительной, уровень грамотности оценивался в 88 % при 12 % неграмотности, а средняя ожидаемая продолжительность жизни составляла 74 года.
В Ливии существовали системы социального обеспечения, обеспечивающие доступ к бесплатному образованию, бесплатному здравоохранению и помощи в получении жилья, а великая рукотворная река была построена для обеспечения бесплатного доступа к пресной воде на значительной части территории страны, она обеспечила половину населения Ливии водой для бытовых нужд и сельского хозяйства. Несмотря на достаточно развитую инфраструктуру в стране, одни из худших экономических условий были в восточной части государства (Киренаика), некогда житнице древнего мира, где Каддафи добывал нефть. За исключением некоторого улучшения жилищных условий и великой рукотворной реки, в течение многих лет в этом регионе было развито очень мало инфраструктуры. Например, единственной канализационной станции в Бенгази было более 40 лет и в итоге неочищенные сточные воды привели к экологическим проблемам.
Индекс развития человеческого потенциала был лучше чем в Тунисе и Египте, ИРЧП в 2010 году был одним из самых высоких в Африке. Однако в Ливии был высочайший уровень коррупции, например в индексе восприятия коррупции, составляемом находящейся в ФРГ организацией Transparency International, Ливия получила 2,2 балла (чем выше число — тем меньше уровень коррупции), заняв 146-е место из 178 стран, что хуже, чем в Египте (98-е место) и Тунисе (59-е место). В одной статье высказывалось предположение, что такая ситуация создала более широкий контраст между хорошим образованием, высоким спросом на демократию и политической системой государства. Алексей Подцероб, научный сотрудник института востоковедения РАН, считает, что антиправительственные выступления не были вызваны социально-экономическими причинами, так как уровень жизни в стране был достаточно высоким.
Экономика Ливии была крайне нестабильна и структурирована в основном вокруг энергетического сектора страны, который генерировал около 95 % экспортных поступлений, 80 % ВВП и 99 % государственных доходов. Большая часть доходов государства поступала от добычи нефти, цены на которую резко поднялись в 1970-х годах. В 1980-х годах большая часть этих средств была потрачена на закупки оружия, а также на финансирование различных террористических группировок по всему миру. После свержения монархии в Ливии, параллельно с попыткой переделать политические и социальные институты, началась перестройка экономики. До конца 1970-х годов экономика Ливии была смешанной, с большой ролью частного бизнеса, за исключением областей добычи и распределения нефти, банковского сектора и страхования. Но, согласно второму тому «Зеленой книги», который появился в 1978 году, частная розничная торговля, арендная плата и заработная плата были формами эксплуатации, которые должны быть отменены. Вместо этого частные предприятия национализировались и становились государственными, после этого там должны были функционировать комитеты рабочего самоуправления и товарищества с участием в распределении прибыли. Был принят закон о собственности, запрещающий владеть более чем одним жильём, кроме того ливийские рабочие взяли под контроль процесс производства.
В рамках кампании по борьбе с коррупцией в первой половине 1980 года было арестовано более двух тысяч человек. В январе 1980 года было объявлено о ликвидации частной торговли и создании вместо неё системы общественных и кооперативных магазинов. К 1981 году государство также ограничило доступ к индивидуальным банковским счетам, чтобы экспроприировать «лишние» денежные средства вкладчиков и использовать деньги для государственных проектов. Все эти меры вызвали негодование и недовольство среди части населения, что в итоге вылилось в эмиграцию большого числа граждан из страны. К 1982 году, возможно, от 50 000 до 100 000 ливийцев уехали за границу; поскольку многие эмигранты были из числа предприимчивых и более образованных ливийцев, они представляли собой значительную потерю управленческого и технического потенциала страны.
Столь масштабный приток нефтедолларов фактически превратил Ливию в государство-рантье, когда продовольствие и промышленные товары закупались за рубежом и распределялись по исламской справедливости на едоков. Однако падение нефтяных цен в 1980-е годы серьёзно ударило по благополучию Джамахирии. Были заморожены сотни строек, Каддафи объявил о переходе к политике опоры на собственные силы, но в 1987 году вынужден был объявить о «джамахирийской перестройке». После многих лет строгого государственного контроля над всеми видами хозяйственной деятельности, снова стала поощряться частная инициатива, был снят запрет на открытие частных магазинов и на ведение частного бизнеса не только в сфере обслуживания, но и в обрабатывающей промышленности.
В результате реформ, права частного сектора были уравнены с госсектором, упразднялись государственные импортно-экспортные компании, была объявлена широкая амнистия. Однако курс на умеренную либерализацию экономики, возрождение малого и среднего бизнеса осуществлялся под очень строгим контролем государства и связанного с ним властной элитой, представители которой в основном и подминали под себя любой мало-мальски прибыльный бизнес. Несколько иностранных правительств и аналитиков заявили, что значительная доля ливийского бизнеса контролировалась Каддафи, его семьей и правительством. В просочившейся дипломатической документации работников дипмиссий США говорилось, что ливийская экономика была «клептократией, в которой правительство — либо сама семья Каддафи, либо её близкие политические союзники — имеет прямую долю во всём, что стоит покупать, продавать или владеть». По словам официальных лиц США, Каддафи накопил огромное личное состояние за время своего 42-летнего руководства. The New York Times указала на то, что родственники Каддафи вели роскошный образ жизни, включая дорогие дома, инвестиции в голливудские фильмы и частные вечеринки с американскими поп-звёздами.
Одновременно с проведением реформ в экономике в марте 1990 года Всеобщий народный конгресс принял «Хартию революционной законности», согласно которой любые директивы Лидера ливийской революции полковника Муаммара Каддафи были обязательны к исполнению всеми органами власти государства. На момент начала гражданской войны, Ливия по-прежнему не могла самостоятельно восполнить нехватку квалифицированной рабочей силы, которую приходилось импортировать вместе с широким спектром потребительских товаров, оплачиваемых за счёт доходов от продажи нефти. Сама же экономика всё ещё оставалась крайне нестабильной сильно завися от цен на энергоресурсы, кроме того страна всё ещё испытывала последствия от социалистических экспериментов в экономике. Так ВВП Ливии росло до 2007 года составив 228,2 млрд долларов, но потом начало опускаться, в 2010 году составив уже 194,3 млрд долларов.

Ливия при Каддафи, в некоторые периоды, имела более высокий ВВП (ППС) на душу населения, чем в ЕС, а несколько раз даже выше чем в США.

Парадоксально, но при остром дефиците отечественных кадров, в Ливии набирала проблема безработицы: в 2005 году она составляла 13 %, в 2009 году этот показатель увеличился до 20,7 %. Более 16 % семей не имели у себя членов, получавших стабильный доход, а у 43,3 % был только один член семьи со стабильным доходом. На 2011 год почти 40 % ливийцев жили за чертой бедности, несмотря на это, на рынке постоянно ощущалась нехватка рабочей силы, поскольку на нём присутствовало более миллиона трудящихся-иммигрантов. Эти трудящиеся-мигранты составляли основную массу беженцев, покидавших Ливию после начала военных действий.

### Государственное управление
Муаммар Каддафи, лидер государства, в начале своего политического пути был главой подпольной организации «Свободные офицеры юнионисты-социалисты», группы арабских левых офицеров армии, которые свергли ливийского короля Идриса I в результате военного переворота 1969 года, после чего Каддафи и оказался во главе Ливии. Конституция 1951 года вскоре была отменена, в стране были запрещены политические партии, была объявлена политика на панарабизм. Единственной легальной политической партией в стране в период 1971—1977 годах был Арабский социалистический союз, которая в итоге тоже прекратила своё существование, а весь действующий состав перешёл в состав формирующихся «революционных комитетов». В 1975 году Каддафи опубликовал свой философский идеологический труд известный как «Зелёная книга», которая была призвана стать основой новой государственной идеологии. В 1977 году он официально объявил, что слагает с себя полномочия главы государства и впоследствии утверждал до 2011 года, что он был всего лишь «лидером революции», а ливийское правительство до тех пор также отрицало, что он обладал какой-либо властью вообще, при этом он сохранил за собой пост главнокомандующего вооружёнными силами государства.
При Каддафи Ливийская Джамахирия де-юре была децентрализованным государством с прямой демократией, управляемая в соответствии с философией Зелёной книги, при этом Каддафи формально сохранял церемониальную должность. Официально Ливией управляла система народных комитетов, которые выполняли функции местных органов власти для регионов страны, косвенно избираемый Всеобщий народный конгресс Ливии (ВНК) в качестве законодательного органа и Всеобщий народный комитет, возглавляемый Генеральным секретарём, в качестве исполнительной власти. Выборы во Всеобщий народный конгресс были подконтрольны так называемым «революционным комитетам»; кроме того, ВНК не имел права законодательной инициативы и был обязан лишь обсуждать предложения, выдвинутые нижестоящими народными конгрессами под контролем тех же самых революционных комитетов. Кроме того, Лидер Революции имел право наложить вето на решения ВНК. Всеобщий народный конгресс был уполномочен формировать Высший Народный Комитет (правительство) также только по представлению «Революционного руководства». По данным Freedom House, этими структурами постоянно манипулировали, чтобы обеспечить фактическую власть Каддафи, который, как сообщается, продолжал на практике управлять во всех аспектах жизни государства. Не занимая никаких официальных постов, лидер Джамахирии был поставлен над всеми государственными структурами, без его ведома не принималось ни одно важное решение.
Как уже выше упоминалось, при Муаммаре Каддафи существовали революционные комитеты — органы гражданских сторонников Каддафи для контроля над инакомыслием, в которых информаторами работало 10-20 % ливийцев, при этом слежка велась в правительстве, на заводах и в секторе образования. В отличие от народных конгрессов, «революционный сектор» был представлен невыборными лицами, назначаемыми сверху. Реальная власть в стране находилась в руках именно «революционных комитетов», которые формировались и подчинялись напрямую Каддафи, задачей которых являлся контроль над деятельностью формально существующих народных конгрессов и народных комитетов. В 1979 году революционные комитеты в конечном итоге превратились в ревностных сторонников государственной политики проводивших чрезмерные репрессии. В начале 1980-х годов революционные комитеты обладали значительной властью и стали растущим источником напряжённости в Джамахирии до такой степени, что даже Каддафи иногда критиковал их эффективность. Революционные комитеты на местах, в свою очередь, подчинялись своему Центральному комитету, управляемому «Революционным руководством» во главе с Лидером революции Муаммаром Каддафи. Таким образом, хотя формально власть в стране и принадлежала народу, а никакого главы государства не существовало, реальная власть принадлежала невыборным ревкомам, а сам Муаммар Каддафи, хотя его положение в государстве и полуофициально, фактически имел в руках абсолютную власть. Как «Лидер Революции», Муаммар Каддафи никем не избирался и никому не был подотчётен. В целом ключевую роль в государстве играло именно «Революционное Руководство».
Утечка дипломатических телеграмм США устроенное благодаря WikiLeaks показало, что американские дипломаты писали о «мастерстве Каддафи в тактическом маневрировании». Размещая родственников и лояльных членов своего племени на центральных военных и правительственных должностях, он умело маргинализировал сторонников и соперников, тем самым поддерживая хрупкий баланс сил, стабильность и экономическое развитие. Это распространялось даже на его собственных сыновей, поскольку он неоднократно менял любимчиков, чтобы избежать появления явного преемника и соперника.
После прихода к власти, Каддафи начал вести агрессивную политику не только к своим ближайшим соседям, но и к другим странам, вылившуюся в поддержке различных террористических, в том числе исламских, группировок и их смертоносных акций. Неоднократно он и сам был заказчиком многих терактов, как к примеру взрыв на берлинской дискотеке «Ла Белль», тогда погибло 3 человека, или взрыв Boeing 747 над Локерби, тогда погибло 259 человек в самолёте и 11 на земле. Все эти действия в итоге вылились в наложении на Ливию жёстких экономических санкций, а также создали крайне отрицательный имидж для Каддафи у Западных стран. За это Ливия была отнесена США к так называемой «Оси зла».
Непосредственно Франция оставалась недовольной властями Ливии после того, как они совершили вторжение в её бывшию колонию — Чад. Она также активно пыталась помешать планам Каддафи по созданию общеафриканской валюты, которая могла бы вытеснить денежную систему, завязанную на Париж. Противоречия с Великобританией берут корни с конфликта в Северной Ирландии, когда Ливия морально и материально поддержала ирландских националистов. Сложными оставались отношения с арабскими монархиями, которых Муаммар Каддафи обвинял в пособничестве США и Великобритании.
Эксцентричный образ жизни и заявления сопряжённые с разного рода действиями, привели Западных лидеров к мысли о крайней ненадёжности и непредсказуемости Каддафи, что в будущем сыграло свою роль в планировании его свержения при западной военной интервенции. На Западе его считали демагогом и человеком с «неустойчивой психикой», в арабском мире он заслужил нелестное прозвище «маджнун» — безумец, однако Каддафи наоборот всегда считал себя великим государственным деятелем-философом.
В то время как М. Каддафи, выходец из Триполитании, находился у власти более 40 лет, племена восточной Ливии были полностью отстранены от политического участия. Главный научный сотрудник Института востоковедения РАН, заведующий кафедрой современного Востока РГГУ, профессор НИУ ВШЭ Андрей Коротаев считает причиной гражданской войны в стране конфликт между племенами Триполитании и Киренаики. Противоречия и вражда между различными племенами Ливии позднее сыграли значительную роль в дестабилизации ситуации в стране. Игорь Юргенс, председатель правления Института современного развития, подчеркивает тот факт, что Ливия существовала с древних времён как три географически разделённых региона, а Каддафи, по мнению эксперта, в последнее время нанёс серьёзный удар двум из трёх частей Ливии, поэтому фактически оставался лидером только одной части — Триполитании. Другие эксперты обращают внимание на существенно иной баланс сил: по словам бывшего посла России в Ливии Владимира Чамова, весь запад Ливии (Триполитания) и центр поддерживают Каддафи не менее чем на 80%, тогда как восток находится в оппозиции.
Бывший посол России в Ливии Владимир Шамов считает, что на востоке Ливии всегда существовала мощная оппозиция Каддафи, недовольная распределением средств в свою пользу внутри страны, что начало происходить после прихода полковника к власти. События в Тунисе и Египте стимулировали эти настроения, и на них наложились племенные различия. В настоящее время возможность воссоединения страны он оценивает как маловероятную, в частности, в связи с тем, что оппозиционный восток стал использовать вооруженную поддержку иностранных интервентов.
Согласно нескольким источникам западных СМИ, Каддафи опасался военного переворота против своего правительства и намеренно держал вооруженные силы Ливии относительно слабыми. Ливийская армия насчитывала около 50 000 военнослужащих. Его самыми мощными подразделениями были четыре отборные бригады хорошо оснащённых и обученных солдат, состоящие из членов родного племени Каддафи или членов других племён, лояльных ему. Одну из них, бригаду Хамиса, возглавлял его сын Хамис. Местные ополченцы и революционные комитеты по всей стране также были хорошо вооружены. В отличие от этого, регулярные воинские части были вооружены плохо, а если какая-то военная техника и имелась, то в основном устаревшая, военная подготовка также оставляла желать лучшего.
По мнению профессора Университета Джонса Хопкинса Фуада Аджами, американского эксперта по Ближнему Востоку, причины революции и последующей гражданской войны в Ливии следует искать не столько в экономической, сколько в политической сфере жизни страны. По мнению востоковеда, за годы правления Каддафи Ливия превратилась «в беспощадную тиранию, и все богатства государства оседали в руках руководителя страны и его детей. Розничная торговля уничтожена, многие сферы деятельности ливийцев запрещены». Фуад Аджами считает, что ливийское государство потеряло 40 лет из-за эгоизма лидера государства, и недовольство жёсткой системой управления и насилием среди ливийцев постепенно росло. По его словам:
Страх перед законами парализовал страну, в которой революционные комитеты были выше этих же самых законов, а клоунада и постоянные эксцентричные выходки Каддафи – палатка, которую он везде брал с собой, разговоры на международных форумах, женщины-телохранители в консервативном мусульманском обществе и четыре украинские медсестры, которые были повсюду с ним, шли рука об руку с террором против диссидентов, осмелившихся выступить против его деспотизма.
Директор Института проблем глобализации Михаил Делягин считает весь ливийский конфликт искусственно сконструированным, истинную причину событий он видит в войне за ресурсы, которая ведётся на глобальном уровне. Он считает, что в Ливии, в отличие от соседних арабских стран, не было глубоких реальных противоречий.
Иного мнения придерживается кандидат исторических наук, директор Института международных исследований, бывший посол СССР и России в Ливии Вениамин Попов. По его словам, революционные события в Ливии, как и в ряде других арабских стран, являются в порядке вещей. «Наверное, мы до сих пор не до конца осознаем, что происходит. В этой части мира только начался тектонический сдвиг. Понимаете, это уже затронуло всё Средиземноморье. Те же методы, которые использовала молодежь Туниса и Египта, теперь используются молодежью Испании и Греции... Через Facebook и Twitter. Мы должны осознать, что мы живем в совершенно другую эпоху, эпоху глобализации. И именно поэтому такие понятия, как человеческое достоинство, хорошая жизнь, необходимость борьбы с коррупцией, важность для лидеров прислушиваться к своему населению, становятся требованием времени, порядком времени. Без этого невозможно будет успешно управлять. Это проблема. Может быть, он [Каддафи] считал, что всё сделал правильно. И казалось бы, теперь он от этого застрахован. Но жизнь распределилась по-другому».

### Права человека в Ливии
В своей основе ливийское законодательство было построено «с основными принципами исламского шариата»: в стране были запрещены алкогольные напитки и азартные игры, разрешалось многожёнство, при Каддафи начали активно практиковать публичные наказания и казни, а летоисчисление стало вестись от года смерти пророка Мухаммеда, были закрыты все ночные клубы и христианские церкви. Однако, учитывая данный фактор, при Каддафи всё же были проведены некоторые положительные изменения в области прав и свобод женщин, так: браки девушек до 16 лет были запрещены, женщины пользовались равной оплатой за труд, а доля женщин получивших высшее образование вырос с 8 % в 1966 году до 43 % в 1996 году, что соответствовало уровню мужчин.
31 мая 1972 года был опубликован закон, запрещавший рабочие и студенческие забастовки и демонстрации, а также вводивший строгий контроль над прессой. В 2009 и 2011 годах в Индекс свободы прессы оценивал Ливию как государство с наибольшей цензурой на Ближнем Востоке и в Северной Африке, находящаяся в США организация Freedom House в 2010 году эта организация оценила свободу прессы и возможность реализации политических прав в Ливии, поставив рейтинг 7, что означает крайне низкий уровень свободы (чем ниже рейтинг — тем больше свобода). В отличие от этого, в докладе Совета по правам человека ООН за январь 2011 года, где Ливийская Арабская Джамахирия заседала до революции, опубликованном за месяц до начала протестов, высоко оценивались некоторые аспекты положения в области прав человека в стране, включая положение женщин и улучшения в других областях.
Делегация Ливийской Арабской Джамахирии при ООН опубликовала доклад о правах человека в Ливии. В докладе говорилось, что страна была основана на прямой народной демократии, которая гарантировала прямое осуществление власти всеми гражданами через народные собрания. Заявлялось, что граждане могут выражать своё мнение на конгрессах по политическим, экономическим, социальным и культурным вопросам. Кроме того, в докладе говорилось, что существуют информационные платформы, такие как газеты и телеканалы, через которые люди могут выражать своё мнение. Ливийские власти также утверждали, что никто в Ливийской Арабской Джамахирии не страдал от крайней нищеты и голода и что правительство гарантировало людям с низкими доходами минимум продовольствия и предметов первой необходимости. В 2006 году была принята инициатива по предоставлению людям с низкими доходами инвестиционных портфелей на сумму до 30 000 долларов США для размещения в банках и компаниях.
Однако в реальности всё обстояло иначе, инакомыслие каралось в соответствии с Законом № 75 1973 года, в 1974 году Каддафи заявил, что любой виновный в создании политической партии будет казнён, в государстве также были запрещены все диссидентские движения. Правительство наказывало инакомыслящих граждан посредством публичных казней, поркой или отрубанием конечностей транслируя это по общественным телеканалам. Также ливийские спецслужбы совершали убийства ливийских диссидентов по всему миру. В 2004 году Каддафи по-прежнему обещал 1 млн $ за ливийского журналиста-диссидента Ашура Шамиса, проживающего в Великобритании с 1960-х годов.
«Зелёная книга» написанная в 1970-х годах и автором которой был лично Каддафи, в течение многих лет была основным источником идеологического образования как в школах так и в университетах. В Би-би-си упоминалось, с ссылкой на интервью с одним ливийцем, что учителя, который сказал бы, что это мусор, могли казнить. При этом в самой книге смертная казнь порицалась и предусматривалась в крайних случаях, однако она активно практиковалась государством. Под запретом в школьной программе были английский и французский языки, а разговор с иностранцами на политические темы грозил тремя годами лишения свободы.
Кроме всего прочего, в Ливии активно притеснялось коренное берберское население, чья культура была под строгим запретом, доходило даже до того, что в Ливии уничтожались любые упоминания о существовании берберов, так к примеру все берберские топонимы заменялись на арабские из-за чего горы Нафуса были переименованы в Западные горы, такие действия происходили по всей стране и схожим образом. Использование языков берберов/амазигов было фактически запрещено, и Каддафи полностью отрицал существование берберов, он говорил: «У себя дома называйтесь как хотите – берберами, детьми сатаны, как угодно – но вы ливийцы тогда, когда покидаете свои дома». Он отрицал существование берберов как отдельной этнической группы и называл берберов «продуктом колониализма», созданным Западом для разделения Джамахирии. Он неоднократно выступал против активистов по защите прав амазигов (включая лингвистов из-за рубежа), что способствовало сильному упадку берберской культуры.
В декабре 2009 года Каддафи, как сообщается, сообщил правительственным чиновникам, что Ливия скоро переживёт «новый политический период» и проведёт честные выборы на важные должности, такие как должности на уровне министра и должность советника по национальной безопасности (эквивалент премьер-министра). Он также пообещал, что для обеспечения честных выборов будут привлечены международные наблюдатели. Говорили, что его речь вызвала ажиотаж. Эти выборы планировалось провести одновременно с обычными периодическими выборами Джамахирии в органы власти в 2010 году, однако этого так и не произошло, что очень сильно разочаровало многих ливийцев оставив сильный осадок у населения.

## Участники
Основными участниками гражданской войны в Ливии являлись войска, сохранившие лояльность правительству Муаммара Каддафи (т. н. «лоялисты») и отряды оппозиционного Переходного Национального Совета (ПНС, т. н. «повстанцы»), поддержанные международной коалицией, включающей страны блока НАТО и Лиги Арабских Государств (ЛАГ). Также в конфликте принимали участие различные группировки иностранных наёмников и отряды местных племен (Туареги, Амазиги, Тубу).

### Основные участники

#### Правительство Муаммара Каддафи
Силы лояльные правительству М. Каддафи были представлены регулярной армией, проправительственными отрядами ополченцев и арабских племён, иностранными военнослужащими из Зимбабве и Белоруссии, а также наёмниками из Восточной Европы, Ближнего Востока, стран Чёрной Африки и постсоветского пространства. Все эти формирования так или иначе подчинялись ливийскому правительству.
Накануне гражданской войны Вооружённые силы Ливийской Арабской Джамахирии имели более 2000 танков, 3600 бронемашин, более 3000 артиллерийских орудий и систем, включая САУ и РСЗО, несколько сотен боевых самолётов, более 100 вертолётов и другое вооружение. Общая численность армии составляла 76 000 человек. Однако, с началом конфликта, часть военнослужащих перешла на сторону повстанцев. Также в руки к мятежникам попало немало оружия и техники, ранее принадлежавшей правительственной армии.
Элитными подразделениями ВС ЛАД считались 32-я бригада и Революционный корпус охраны, которые сохраняли верность Каддафи на протяжении всей войны.
Также в расположении правительства Каддафи имелась Народная милиция численность в 40 000 человек, в том числе Революционная гвардия и Исламский пан-африканский легион. Последний состоял из граждан Судана, Египта, Туниса, Мали и Чада. Народная милиция являлась, по сути, ополчением.
В Ливии до начала вооружённого конфликта находились 500 белорусских военнослужащих, среди которых были бойцы сил специальных операций и сотрудники ГРУ. Как заявлял
военный обозреватель Александр Алесин, основу контингента составили отставные военнослужащие белорусской армии. Они занимались эксплуатацией, ремонтом и модернизацией военной техники, состояли на должностях советников, снайперов. Издание «Комсомольская правда» сообщало, что благодаря белорусским инструкторам правительственная армия в первые месяцы конфликта смогла более успешно противостоять НАТО и повстанцам. Однако власти республики отрицают участие в конфликте своих военнослужащих и наёмников.
Это же издание 1 марта сообщило, что в Триполи прибыла группа военных и наёмников из Зимбабве, в том числе элитное подразделение 5-я бригада. В статье КП говорилось о нескольких сотнях зимбабвийцев.
Ливийская правительственная армия, кроме белорусских и зимбабвийских военных, пользовалась поддержкой добровольцев и наёмников из Сербии, Дарфура, России, Украины, Кот-д’Ивуара, Либерии, Чада, Камеруна, Анголы и других стран.

#### Повстанцы
В качестве лидеров ливийской оппозиции чаще всего называется Ибрагим Сахад, который возглавляет Национальный фронт спасения Ливии. Пресса сообщила о «трудностях» в переговорах Великобритании с ливийской оппозицией. Лидера, способного объединить всю страну, в оппозиции не было.
В оппозиции отсутствовало единство, в неё входили исламисты, либералы, диссиденты и военные, перешедшие на сторону революции. Бывший посол России в Ливии Владимир Чамов указывал, что среди оппозиции есть «исламские террористы», в частности из организации Аль-Каида.
Лидер Ливии — Каддафи, в интервью Би-би-си на вопрос о том, «почему же тогда они [повстанцы] удерживают Бенгазию и утверждают, что они против вас?», он ответил «Это Аль-Каида, это не мой народ, это приезжие». Бывший посол в Ливии Алексей Подцероб считает, что наиболее крупная организация оппозиции это Братья-мусульмане.
Президент Института Ближнего Востока Евгений Сатановский также отметил, что главными оппонентами Каддафи являются радикальные исламисты (по его словам на каждые 1500 человек, в Ливии приходится один боевик). Кроме того командир одной из групп повстанцев официально признался в том, что он и его боевики принадлежат к «Аль-Каиде».
Президент Уганды Йовери Кагут Мусевени выражал крайне негативное отношение к оппозиции, называя её «марионетками».
Спецпредставитель президента России в Африке Михаил Маргелов после переговоров с представителями оппозиции заявил, что «это серьёзные и ответственные люди, которые являются бесспорными лидерами. Эти люди не высказывают экстремистских идей, они заинтересованы в стабильном развитии Ливии как единого и целостного государства».

##### Организация
Многие участники оппозиции призывали к возвращению конституции 1952 года и переходу к многопартийной демократии. Воинские части, присоединившиеся к восстанию, и многие добровольцы сформировали боевые подразделения для противодействия силам Джамахирии и заполучения власти в стране. В Тобруке добровольцы превратили бывшее здание администрации города в центр помощи протестующим. По сообщениям, добровольцы охраняли порт, местные банки и нефтяные терминалы, чтобы поддерживать экспорт нефти. Учителя и инженеры создали комитет по сбору оружия. Аналогичным образом, линии снабжения обслуживались добровольцами. Например, в Мисурате люди организовали службу доставки пиццы, которая доставляла бойцам до 8000 пицц в день.
В Бенгази появилась независимая газета «Ливия», а также радиостанции, контролируемые повстанцами. Некоторые повстанцы выступали против трайбализма и носили жилеты с такими лозунгами, как «Нет трайбализму, нет фракционности». Некоторые ливийцы заявили, что нашли заброшенные камеры пыток и устройства, которые использовались в прошлом для экзекуций.

##### Состав повстанческих сил

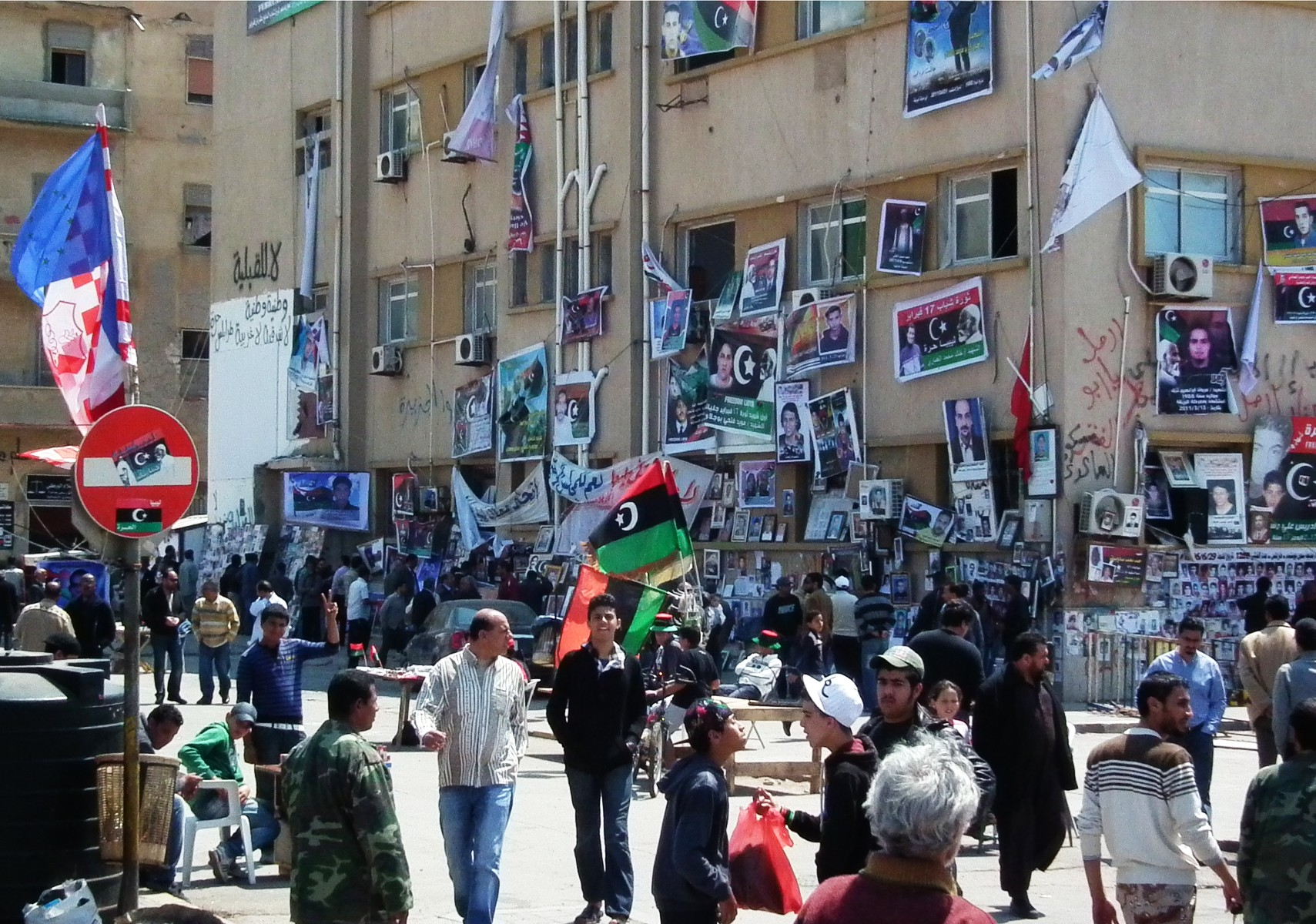
Площадь суда в Бенгази, 19 апреля 2011 года. В центральном месте собраний и демонстраций стены увешаны фотографиями жертв режима.

Среди повстанцев в основном были гражданские лица, такие как учителя, студенты, юристы и нефтяники, но также дезертировавшие полицейские и солдаты. Многие исламисты были частью повстанческого движения как на востоке, так и на западе Ливии. Повстанческие группировки в основном происходили из Мисураты, Зинтана и Дерны. В Бенгази «Бригада 17 февраля» была мощной исламистской группировкой, состоящей из 12 различных бригад. «Ливийский щит» базировался в Мисурате и Завии. Была также Ливийская исламская боевая группа и «бригада Обайды ибн Джарры», которая была признана ответственной за убийство главного командира повстанцев генерала Абдула Фатха Юниса.
Правительство Каддафи неоднократно утверждало, что среди революционеров были боевики «Аль-Каиды». Революционеры отрицали это. Верховный главнокомандующий НАТО Джеймс Ставридис заявлял, что в отчётах разведки указывалось на проблески активности Аль-Каиды среди революционеров, но информации было недостаточно, чтобы подтвердить значительное присутствие террористических групп. Утверждения Каддафи подтверждаются секретной телеграммой 2008 года из посольства США в Триполи в государственный департамент США и центр по борьбе с терроризмом Военной академии США в Вест-Пойнте в составе документов под названием «Записи Синджара», которые показывают статистическое исследования записей о членах «Аль-Каиды». Анализ этих документов в Вест-Пойнте показал, что Ливия имела гораздо больше иностранных боевиков в расчёте на душу населения, чем любая другая страна. Раскрытый в 2005 году файл на WikiLeaks показал, что лидер повстанцев Абу Суфиан Ибрагим Ахмед Хамуда Бен Куму был бывшим заключенным в Гуантанамо, предположительно членом Ливийской исламской боевой группы, присоединившимся к Талибам в 1998 году, и что он был «вероятным членом Аль-Каиды и членом африканской экстремистской сети».

##### Переходный национальный совет Ливийской республики
Переходный национальный совет Ливийской республики (араб. المجلس الوطني الانتقالي‎) был создан 27 февраля 2011 года на чрезвычайном заседании местных народных комитетов повстанцев в Бенгази для консолидации усилий по смене власти в Ливии, который 5 марта провозгласил себя единственной легитимной властью в Ливии. Основными целями группы были координация сопротивления между городами, находящимися под контролем революционеров, и представление оппозиции всему миру. Базирующееся в Бенгази оппозиционное правительство призвало к созданию бесполётной зоны и нанесению авиаударов по Джамахирии. Совет начал называть себя правительством Ливийской Республики, и к марту у него появился свой веб-сайт. Бывший министр юстиции Джамахирии Мустафа Абдул Джалиль заявил в феврале, что новое правительство будет готовиться к выборам, и они могут состояться через три месяца. 29 марта комитет по политическим и международным делам ПНС представил свой план из восьми пунктов для Ливии в газете Guardian, заявив, что они проведут свободные и справедливые выборы и разработают национальную конституцию.

##### Символика восстания

Флаг, используемый ливийскими повстанцами. Отличается от флага Королевства Ливия шириной полос.

Флаг Королевства Ливия, официально используемый Национальным переходным советом.

На здании центрального городского суда в Бенгази повстанцы сорвали флаг Ливийской Джамахирии и подняли флаг Королевства Ливия, бывший государственным флагом до прихода к власти Каддафи в 1969 году. Демонстранты начали заменять зелёные флаги Ливийской Джамахирии на красно-чёрно-зелёные флаги бывшей монархии на зданиях ливийских зарубежных представительств. Среди флагов, используемых повстанцами неофициально, то есть не на правительственных зданиях или на зданиях посольств, чаще встречается вариант, отличающийся от флага 1951 года: ширина у всех трёх полос является одинаковой (на флаге монархии чёрная полоса составляла половину ширины флага). 16 марта демонстранты сменили флаг на ливийском посольстве в Лондоне с зелёного на красно-чёрно-зелёный. Отчасти возрождение монархической символики связано с тем, что последний король Ливии был родом из Киренаики и принадлежал многочисленному суфийскому ордену Сенусийя.

##### Переход представителей Каддафи на сторону ПНС
- В знак протеста против насилия в отношении демонстрантов ушли в отставку послы Ливии в Бангладеш, Великобритании, Индии, Индонезии, Китае, Польше. Аналогично поступили представитель Ливии при Лиге арабских государств и секретарь Главного народного комитета (министр) юстиции страны[254].
- Заместитель посла Ливии в ООН Ибрагим Даббаши назвал происходящее «геноцидом» и «объявлением войны ливийскому народу», а также заявил, что потребует от Международного трибунала в Гааге начать расследование преступлений Каддафи[255].
- Глава МВД перешёл на сторону повстанцев и призвал граждан Ливии последовать его примеру.
- Генпрокурор Ливии перешёл на сторону повстанцев.
- 21 февраля 2011 года на Мальте неожиданно приземлились два истребителя-бомбардировщика «Мираж» F1 с опознавательными знаками ВВС Ливии, вооружённые неуправляемыми ракетами. Как сообщают СМИ, два ливийских военных пилота (оба полковники) угнали свои самолёты, отказавшись выполнять приказ о нанесении ударов по повстанцам в Бенгази[256]. Оба лётчика попросили на Мальте политическое убежище[257]. Также на Мальту прибыли из Ливии два гражданских вертолёта, пассажиры которых представились гражданами Франции, работавшими на буровых вышках, хотя только у одного из них оказался паспорт[258]. Премьер-министр Мальты Лоренс Гонци заявил, что Ливия попросила вернуть «Миражи» и даже направила на Мальту гражданский самолёт с пилотами, которые бы перегнали машины обратно, однако мальтийская сторона отказалась удовлетворить эту просьбу[259]. Пилоты «Миражей» оставались на Мальте до прихода к власти в Ливии Национального переходного совета, после чего вернулись на родину[260].
- 1 июня министр нефтяной промышленности Ливии Шукри Ганем объявил о своём уходе из правительства страны в связи с невыносимым насилием и ежедневным кровопролитием. Также он выразил поддержку «ливийской молодёжи в её борьбе за конституционное государство»[261].
- 7 июня министр труда Ливии Амин Манфур заявил о своём переходе на сторону повстанцев[262].

### Участие племён в конфликте
Этнические меньшинства в Ливии составляют чуть более 10 % (из-за проблем учёта и наличия кочевых народов нет точных данных об их численности). В основном это берберские племена — амазиги и туареги, а также негроидное племя тубу на юго-востоке страны.

#### Амазиги
Их самоназвание «амазиг» переводится как «свободные люди», является берберским племенем. По некоторым данным численность этого племени в Ливии составляют 700 000 человек, или 10 % населения страны. В отличие от туарегов являются оседлым народом и проживают в таких крупных городах как Зувара, Гарьян, Яфран, Зинтан, Джаду и Налут. Национальная культура этого берберского племени отличается от арабской, они подвергались дискриминации во время правления Каддафи. Их язык — тамазигт — находился под полным запретом, на нём запрещалось говорить и писать.
Поддержанные Всемирным конгрессом амазиг (Париж), амазиги с самого начала восстания солидаризовались с оппозицией и выступили против Каддафи.
1 октября стало известно о вооружённом столкновении в районе городов Бадр и Тиджи между бойцами арабского племени Сиаам и берберскими ополченцами из Налута, вследствие чего, как сообщается, погибли 3 человека, оказавшиеся на линии огня. В ответ, члены племени Сиаам атаковали берберов Налута, дислоцировавшихся в районе Кремия (Триполи). В Переходном Национальном Совете Ливии признали факт инцидента. В дальнейшем между общинами проходили переговоры.

#### Туареги
Туареги же, напротив, мобилизовали более 2000 соплеменников для защиты правительства Каддафи, так как он всегда уделял внимание проблемам туарегов, оказывал гуманитарную поддержку, нанимал на военную службу и защищал торговые интересы туарегов в соседних странах. Также известно, что Каддафи поддержал антиправительственные восстания туарегов в Мали и Нигере в 1970-х годах, а позднее — разрешил перебраться и поселиться в южной Ливии свыше 100,000 туарегов из этих государств, что активно поддерживалось ливийским правительством, а такие мигранты зачастую составляли основу катиб.
Одним из центров подобной миграции из Чада, Нигера, Алжира, Мали, Уганды в южной Ливии стала Себха, где мигранты составляют большинство населения в сравнении с коренными жителями.
В конце сентября 2011 года старший военный чиновник ПНС Гисхам Бухэджиер, координирующий поиски Муаммара Каддафи, заявил, что большинство племен на юге, кроме туарегов было против Каддафи. По некоторой информации, Каддафи мог скрываться в пустынном районе близ границы с Алжиром (между городами Гадамес и Гат) под защитой племён туарегов. Хотя во время подписания перемирия между старейшинами племени туарегов и членами ПНС в конце сентября 2011 года, старейшины заверили общественность о том, что в районе Гадамеса М. Каддафи точно нет. «Нет, Каддафи нет в Гадамесе или на территориях туарегов, мы отрицаем это», — заявил один из старейшин.
В начале сентября 2011 года появились сообщения о якобы 150 тысячах жителей, бежавших из Ливии в пустынную зону северного Нигера, среди которых называются кочевники туареги, которые ранее выступали наёмниками клана Каддафи. Обозреватели и эксперты опасаются распространения ставшего доступным вследствие войны в Ливии оружия и попадания его в руки Аль-Каиды Исламского Магриба (АКИМ) через Нигер и другие соседние с Ливией государства, границы которых в виду пустынной местности практически не контролируются. В сентябре 2011 года стала поступать информация о пересечении рядом высших должностных лиц и войск Каддафи границы Ливии и Нигера. Также известно, что сын Муаммара Каддафи Саади (которого с 29 сентября разыскивает Интерпол) на данный момент скрывается в Нигере. В виду возможного наличия финансовых средств и амбиций по консолидации туарегов ряда государств региона (Нигер, Мали, Буркина Фасо и Алжир), профессор социальной антропологии Университета Восточных и Африканских наук Лондона Джереми Кеннан считает возможное присутствие М. Каддафи и его приближённых потенциальной угрозой дестабилизации ситуации в регионе.

#### Каддафа
Сам ливийский лидер происходит из племени Каддафа — небольшого по численности, однако находящегося под защитой у племени Магарха — второго по величине (после Варфаллаа, около 1 миллиона человек). Племя Магарха, главным городом которого считается Сирт, является самым лояльным к Каддафи и одновременно — конкурентом племени Варфаллаа.

#### Варфалла
Крупнейшее племя Ливии (1,1 миллион человек), которое доминирует в городах Злитен, Хомс, Завия, а также представлено в Триполи, Джанзуре и многих других городах страны. В виду многочисленности, единого лидера племени Варфалла нет, а его представители консолидируются вокруг местных общин. И, хотя известно о нескольких восстаниях племени Варфалла, сопровождаемых карательными акциями войск Каддафи в разное время, а также о немилости правительства по отношению к городу Бени-Валид, на протяжении гражданской войны 2011 г. представители племени Варфаллаа заняли достаточно сдержанную позицию. Последняя во многом объясняется спонсированием за годы пребывания у власти клана Каддафи племенных вождей в Бени-Валиде, которые в обмен на лояльность и поддержку получали деньги, машины, дома.

#### Свейхи
Урбанизированное, но одно из самых воинственных племён Ливии — Свейхи — проживает в городе Мисрата. Отношения между общинами Бени-Валида и Мисраты являются крайне напряжёнными в результате случая, произошедшего ещё в 1915 году, когда командующего повстанцами Мисраты Рамадана Аль-Свейхи, сражавшихся с итальянскими интервентами, предали и убили представители племён Бени-Валида, подкупленных итальянцами, о чём жители Мисраты не забывают до сих пор.

### Участие иностранцев в наземных операциях

#### На стороне Каддафи
Известно, что Каддафи не доверял собственной армии, потому в противовес ей в Ливии были созданы альтернативные вооружённые силы — катибы (или катыбы, в пер. с арабского — батальоны) — личная гвардия Каддафи, которая формировалась за счёт муртазаков (наёмников, преимущественно из Чада). Каждой катибой управлял кто то из родственников Каддафи. И если армейские части дислоцируются за пределами городов, то катибы всегда расквартированы в городской черте, как правило — в центре. Именно эти части были опорой правительства, и именно наёмники в самом начале революции открыли огонь на поражение по демонстрантам, тогда ещё безоружным.
После 22 февраля, когда глава МВД Абдулл Фаттах Юнес перешёл на сторону мятежников, главными врагами восставшего ливийского народа были объявлены наёмники. Хотя анонимные источники Ассошиэйтед Пресс сообщали о зверствах наёмников в Бенгази ещё 20 февраля, где были применены ножи и крупнокалиберное оружие. После того, как повстанцы взяли под контроль Бенгази 24 февраля, поступили сообщения о расправах над наёмниками из африканских и арабских стран со стороны «народных дружин».
25 февраля сообщалось, что наёмники расстреливают демонстрантов из восточного пригорода Триполи.
Как сообщила международная правозащитная организация Human Rights Watch, ей не удалось найти ни одного подтверждения использования наёмников в конфликте. Из нескольких сотен человек, задержанных на востоке страны по обвинению в наёмничестве, все оказались либо иностранными рабочими, либо солдатами правительственных войск.
Тем не менее, отдельные видеоматериалы, несмотря на их сомнительность, могут свидетельствовать о наличии наёмников в Ливии. Самым первым свидетельством в пользу версии применения наёмников властями стало видео, на котором наёмники применяли насилие по отношению к людям на улице в Бенгази. Основанный Мухаммедом Наббусом телеканал «Libya AlHurra» (араб. — «свобода»), в частности продемонстрировал наёмников, принимающих участие в ливийской войне. В дальнейшем попадавшие в руки противников власти Каддафи видеокадры из Мисраты, Бир-аль-Ганема, Триполи, Себхи и других местах боевых действий доказывали присутствие африканских наёмников в боевых действиях в Ливии.
Однако помимо наёмников, сообщалось о кадровых иностранных военных. Согласно информации «Комсомольской правды», в конце марта и начале апреля военные специалисты из Белоруссии посодействовали правительственным силам в контрнаступлении на востоке страны. Так, при продвижении армия Каддафи выбила оппозицию из Бреги и приблизилась к Адждабии. Вновь о белорусском участии заговорили в августе—сентябре, когда появилась информация о присутствии белорусов, в том числе снайперов, на северо-западе страны, где они могли вступить в прямые столкновения со спецподразделениями НАТО, ОАЭ и Катара. В августе трое граждан Беларуси (Валерий Гардиенко, Игорь Едимичев и Федор Труфанов) и ещё один в сентябре (Вячеслав Качура) даже были взяты в плен повстанцами в Триполи, где их приговорили к 10 годам тюрьмы за сотрудничество с лоялистами. Благодаря длительным переговорам удалось добиться досрочного освобождения граждан республики, последний из которых, Качура, при содействии главы российской контактной группы по внутриливийскому урегулированию Льва Деньгова, вернулся домой в 2018 году. Ранее он был начальником штаба 334-го отряда специального назначения.

#### На стороне повстанцев
23 августа Мухаммед Каддафи в телефонном разговоре с Кирсаном Илюмжиновым сообщил, что верным им сил в Триполи противостоят не повстанцы, а подразделения НАТО и наёмники. Начиная с 23 августа об участии в гражданской войне в Ливии Особой воздушной службы (SAS) пишут британские газеты. The Guardian
(координация атак повстанцев), Daily Telegraph
(охота на Каддафи).
26 октября начальник генерального штаба вооружённых сил Катара Хамад бен Али аль-Атия в городе Дохе, где проходила встреча начальников штабов вооружённых сил государств, которые участвовали в военных действиях в Ливии, официально признал участие сотен катарских военнослужащих в боевых действиях на стороне военизированных формирований Переходного национального совета (ПНС) Ливии, что противоречит мандату ООН, выданному коалиции в марте 2011 года.

### Оружие

#### Использование ракет Скад войсками Каддафи
17 августа информагентства сообщили, что войска Каддафи впервые с начала конфликта применили ракету «Скад», выпустив её с района Сирта в направлении города Брега, где на тот момент шли ожесточённые бои. Сообщается, что ракета упала в пустыне, жертв нет. Военные эксперты считают, что у войск Каддафи более 200 ракет «Скад» в арсенале.
23 августа стало известно, что войска, лояльные М. Каддафи из города Сирт выпустили три ракеты «Скад» в направлении порта Мисраты. Жертв нет, информацию о запуске ракет подтвердили в руководстве НАТО.
9 сентября представители НАТО сообщили, что авиация Альянса перехватила две ракеты «Скад» в районе Бени-Валида.

#### Поставки оружия повстанцам
Французские военные сбрасывали парашютным способом оружие для поддерживавшего повстанцев племени амазигов к юго-западу от Триполи в районе городов Эз-Зинтан и Эр-Рагуб. Но контрразведка Каддафи узнала время очередной заброски оружия и способы связи французских пилотов с амазигами. Были пойманы авианаводчики, которые должны были вывести французские самолёты на место сброса. После этого контрразведка вступила в радиоигру с французским командованием и добилась того, что в июле 2011 г. французы сбросили оружие (включая представляющие опасность для гражданского населения противопехотные мины) прямо в расположение правительственной воинской части, где это было заснято операторами ливийского телевидения. После этого официальный представитель министерства иностранных дел Франции Бернар Валеро заявил, что «с учётом смертельной угрозы, которой подверглось гражданское население горных районов Джебел Нефусса», для его спасения были необходимы «средства самозащиты», которые французы и поставляли «в соответствии с резолюциями Совета Безопасности ООН». При этом любые поставки вооружений прямо запрещаются резолюцией СБ ООН № 1970.
26 октября 2011 года президент Судана Омар аль-Башир признался, что Судан снабжал силы повстанцев оружием и боеприпасами. Он заявил, что «часть вооружения и военных средств отрядов, вошедших в Триполи, имели стопроцентное суданское происхождение». По его словам, это было сделано в ответ на помощь, которую оказывал Муаммар Каддафи антиправительственным силам в Дарфуре и Южном Судане.

## Ранняя фаза

Ход войны
Территории, контролировавшиеся противниками Каддафи с 1 марта. (Клетчатым: потерянные перед интервенцией ООН)
Территории, на которых велись бои между мартом и августом.
Территории, взятые повстанцами во время их наступления на западе страны в августе.
Территории, взятые повстанцами к 1 октября.
Последние бастионы сил Каддафи. Главные кампании. битвы.

### Начало протестов

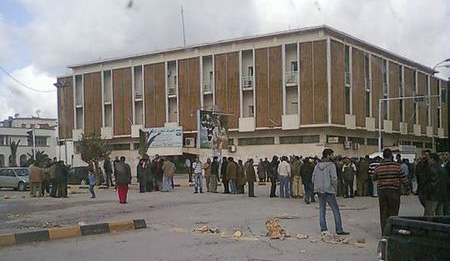
Протесты на улице Аль-Ороба, Байда, 13 января 2011 года.

Всё началось 13 января 2011 года, тогда на востоке Ливии в Киренаике начались акции протеста из-за задержек в строительстве жилых домов и коррупцией в государстве, протесты затронули многие города, включая Эль-Байду, Дерну, Бенгази. В определённый момент протестующие, устав ждать реакции властей на их требования, ворвались в строящееся жильё и заняли его. В Эль-Байде дошло до столкновений с полицией и нападения на правительственные учреждения, беспорядки происходили до 16 января. К 27 января правительство наконец отреагировало на жилищные беспорядки созданием инвестиционного фонда в размере более 20 миллиардов евро для обеспечения людей жильём.

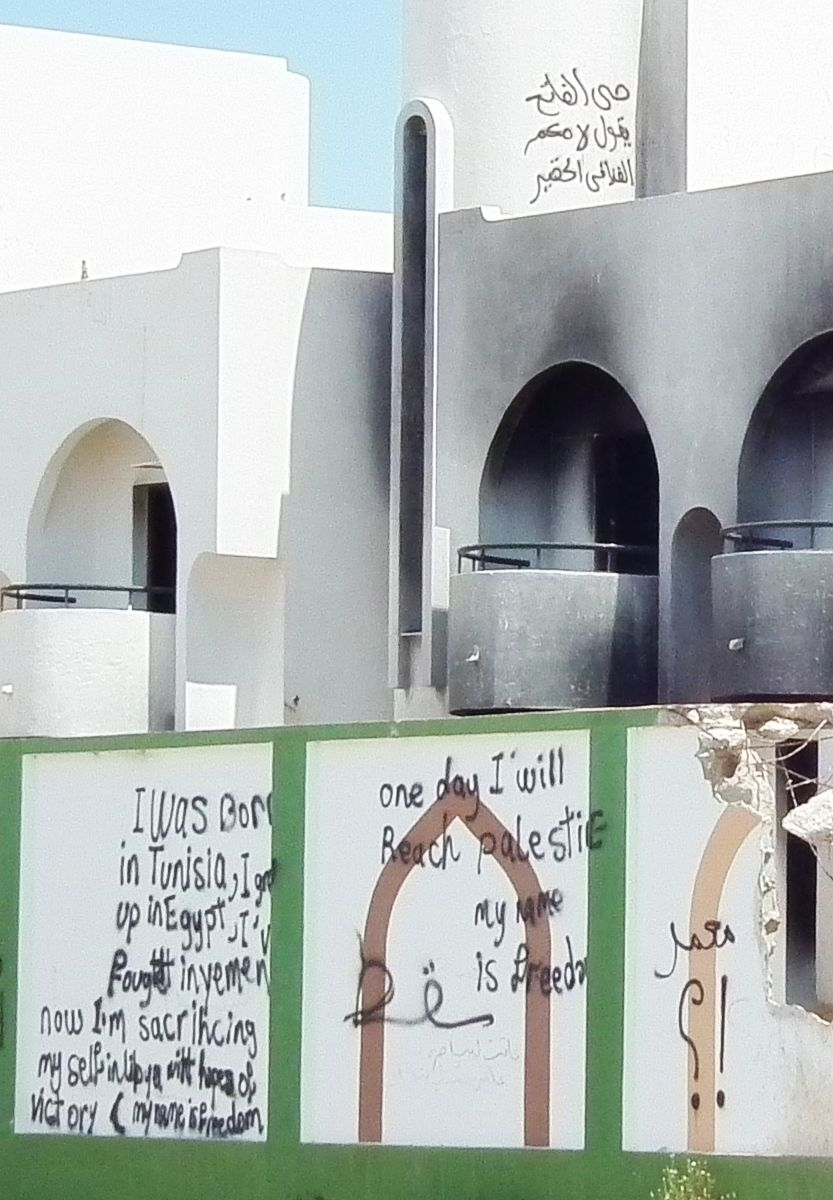
Граффити в Бенгази, прорисовывающие связь с Арабской весной.

В конце января того же года Джамаль аль-Хаджи, писатель, политический обозреватель и бухгалтер, под влиянием событий Арабской весны, происходивших в соседних с Ливией Тунисе и Египте, «призвал в интернете к проведению демонстраций в поддержку больших свобод в Ливии». 1 февраля он был арестован полицейскими в штатском, а 3 февраля ему было предъявлено обвинение в том, что он сбил кого-то своей машиной. Amnesty International заявила, что, поскольку аль-Хаджи ранее был заключён в тюрьму за свои ненасильственные политические убеждения, реальной причиной нынешнего ареста, по-видимому, стал его призыв к демонстрациям. В начале февраля Каддафи от имени Джамахирии встретился с политическими активистами, журналистами и представителями СМИ и предупредил их, что они будут привлечены к ответственности, если нарушат мир или создадут хаос в Ливии.

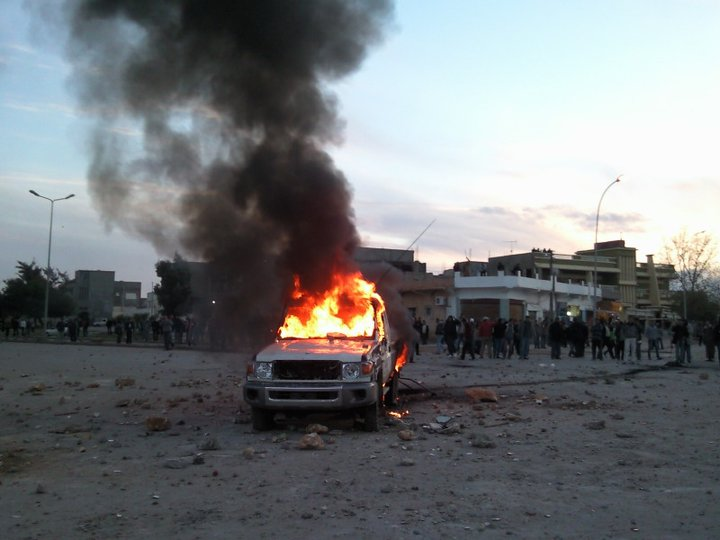
Первые демонстрации в Байде. Полицейская машина сгорела 16 февраля 2011 года на перекрёстке Ат-Талхи, ныне известном как перекрёсток Искры.

Под влиянием всё той же Арабской весны, а также предшествующих в стране событий, 2 февраля 2011 года разгорелись новые протесты, но уже по всей стране, вылившиеся в серьёзные столкновения с полицией. Вскоре протестующие и иностранные СМИ прозвали те события «Ливийской революцией достоинства». Иностранные рабочие и недовольные граждане протестовали на главной площади города Эз-Завия, против городской администрации. За этим последовали беспорядки, которые были подавлены полицией и сторонниками Каддафи.
Само же восстание в Ливии начало свой отсчёт с инцидента в городе Бенгази 15 февраля. Причиной волнений стал арест юриста и правозащитника Фатхи Тербиля (позже был отпущен). Демонстранты, координировавшие свои действия через социальные Интернет-сети, собрались у здания местной администрации, требуя его освобождения. Затем люди направились к центру города, где и произошёл конфликт. В ходе демонстрации, в которой приняли участие около 600 человек, звучали призывы к отставке правительства. Бунтовщики на площади в центре Бенгази бросали бутылки с зажигательной смесью, повреждали автомобили, блокировали дороги и бросали камни. Полиция отреагировала на происходящее слезоточивым газом, водяными пушками и резиновыми пулями. По результатам столкновений пострадали 38 человек, в том числе 10 сотрудников сил безопасности, 4 человека погибло.
В ночь на 16 февраля в Эль-Байде, Завии и Эз-Зинтане сотни протестующих в каждом городе поджигали здания полиции и службы безопасности призывая свергнуть Каддафи. В Эз-Зинтане протестующие установили палатки в центре города.

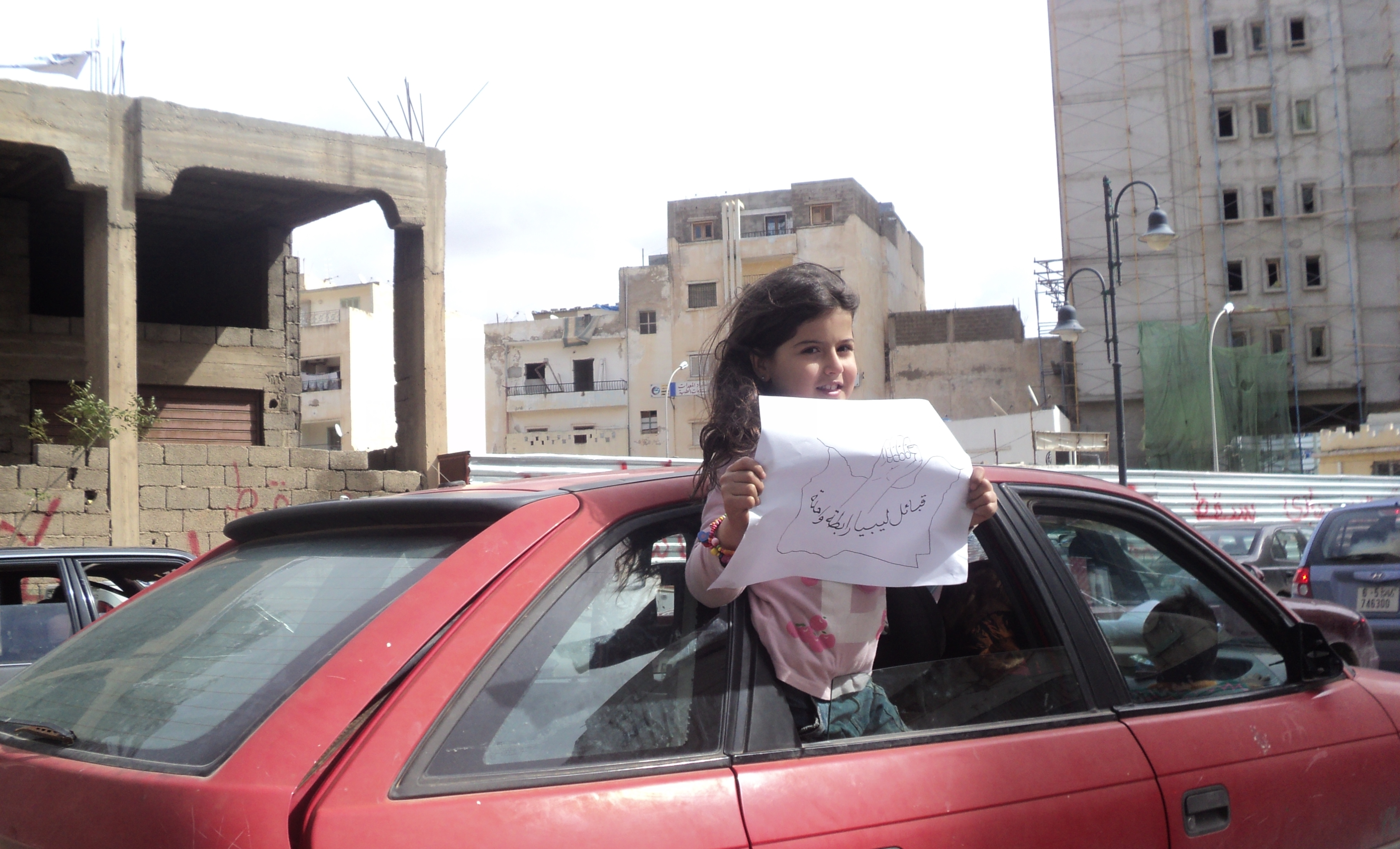
Девочка в Бенгази с плакатом, гласящим, что ливийские племена едины, 23 февраля 2011 года.

Демонстранты несли фотографии жертв массового убийства заключённых тюрьмы «Абу Салим»: 29 июня 1996 года, когда заключённые выступили с протестом против условий содержания, в тюрьме расстреляли около 1200 человек. Фатхи Тербиль выступал официальным представителем родственников погибших, которые безуспешно требовали наказания палачей, виновных в преступлениях против человечности.

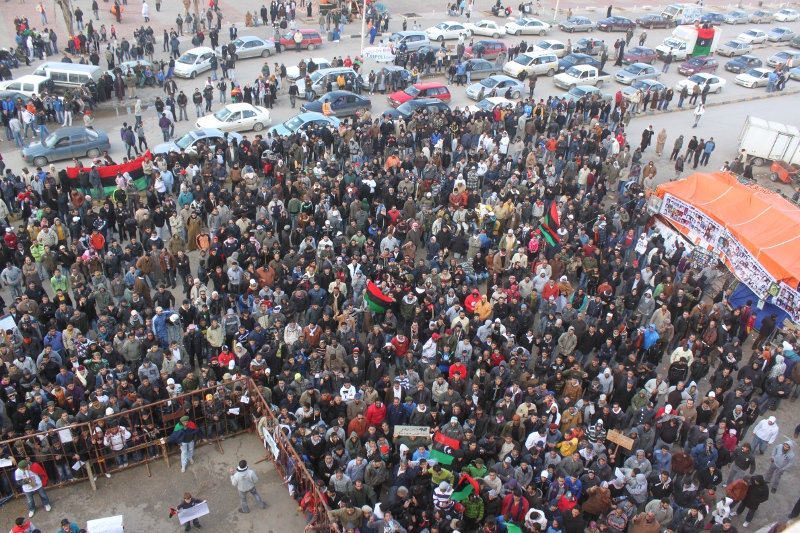
Несколько сотен протестующих против Каддафи в Бенгази, 25 февраля 2011 года.

В заявлении, опубликованном после столкновений в Бенгази, ливийский чиновник предупредил, что правительство «не позволит группе людей передвигаться по ночам и играть с безопасностью Ливии». В заявлении также говорилось: «Столкновения прошлой ночью произошли между небольшими группами людей — до 150 человек. Некоторые посторонние проникли в эту группу. Они пытались испортить местный судебный процесс, который уже давно существует. Мы этого не допустим, и мы призываем ливийцев озвучивать свои проблемы по существующим каналам, даже если это означает призыв к свержению правительства».
16 февраля протесты в Бенгази продолжались, во время них сотни протестующих собрались на площади Майдан аль-Шаджара, прежде чем службы безопасности попытались разогнать толпу с помощью водомётов. После столкновений между двумя группами полиция отступила. Протестующие подожгли две машины и сожгли штаб-квартиру дорожной полиции. В последовавших столкновениях с полицией шесть человек погибло и трое было ранено. В Аль-Кубе более 400 протестующих разного возраста подожгли полицейский участок. Сообщалось также о протестах в Дерне и Эз-Зинтане, хотя пострадавших не было. В тот же день состоялись проправительственные митинги в Триполитании.
Впоследствии власти выпустили из тюрьмы «Абу Салим» 110 членов «Исламской группы ливийской борьбы». Писатель Идрис Аль-Месмари был арестован через несколько часов после того, как дал интервью Аль-Джазире о реакции полиции на протесты.

### Первоначальные действия правительства
В дни, предшествовавшие конфликту, Каддафи призвал к митингу против правительства, который должен был состояться 17 февраля. Международная кризисная группа считает, что это был политический манёвр, направленный на то, чтобы перевести внимание населения от него самого и политической системы Джамахирии на правительственных чиновников.
Позже в феврале Каддафи заявил, что бунтовщики находились под влиянием «Аль-Каиды», лично Усамы Бен Ладена и галлюциногенных наркотиков, добавляемых в напитки и таблетки. Он конкретно упомянул вещества, содержащиеся в молоке, кофе и Нескафе, и сказал, что Бен Ладен и «Аль-Каида» распространяли эти галлюциногенные наркотики. Он также обвинил алкоголь в провоцировании населения. Каддафи позже также заявил, что восстание против его правления стало результатом «колониалистского заговора иностранных государств», в частности, обвинив Францию, США и Великобританию в том, что они желают контролировать нефть и поработить ливийский народ. Он назвал революционеров «тараканами» и «крысами» и поклялся не уходить в отставку и очищать Ливию дом за домом, пока восстание не будет подавлено. Он сказал, что если революционеры сложат оружие, им не причинят вреда. Он также сказал, что получал «тысячи» телефонных звонков из Бенгази от жителей, которых держали в заложниках и которые хотели, чтобы их спасли. Каддафи заявил в своей речи, адресованной жителям Бенгази 17 марта 2011 года, что повстанцы:
«…могут убежать, они могут отправиться в Египет… Те, кто сдаст оружие и перейдёт на нашу сторону, мы — народ Ливии. Тех, кто сдаст оружие и придёт без оружия, мы простим и объявим амнистию тем, кто сложит оружие. Любой, кто бросит оружие и останется дома, будет защищён».
Посол Ливии на Мальте заявил, что «многие люди, провоцировавшие беспорядки, были арестованы. Ливия покажет, что они принадлежали Аль-Каиде. Некоторые молодые протестующие также были введены в заблуждение. Правительство готово к диалогу с ними». Он процитировал сообщения Министерства иностранных дел Ливии о том, что до 2500 иностранных боевиков Аль-Каиды действовали в восточной Ливии и были в основном ответственны за разжигание беспорядков. Он заключил: «То, что мы видели на площади Тахрир и в Тунисе, было ясной ситуацией. Но в Ливии есть что-то другое».

### «День гнева» и после него
«День гнева» был запланирован на 17 февраля ливийцами как внутри страны так и за её пределами. Национальная конференция ливийской оппозиции попросила, чтобы все группы, выступающие против правительства Каддафи, протестовали 17 февраля в память о демонстрациях в Бенгази пятью годами ранее. Протесты были вдохновлены тунисской и египетской революциями. 17 февраля прошли массовые выступления в городах Бенгази, Бевида, Эз-Зинтан, Ружбан, Адждабия и Дерна. Ливийские силы безопасности открывали огонь боевыми патронами по толпам протестующих. Ливийская правозащитная организация Human Right Solidarity, штаб-квартира которой находится в Женеве, сообщала о 13 убитых протестующих. Эти 13 человек по данным Human Right Solidarity, которая ссылается на очевидцев, были застрелины снайперами, размещёнными на крышах домов, кроме того ими были ранены десятки манифестантов. Протестующие в ответ подожгли ряд правительственных зданий, в том числе полицейский участок. В Триполи были разграблены офисы местного телевидения и радиостанции, бунтовщики также подожгли здания службы безопасности, офисы революционных комитетов, здание министерства внутренних дел и Зал народа (здание парламента Ливии). «День гнева» в Ливии был приурочен к пятой годовщине вызванной карикатурным скандалом акции протеста у итальянского консульства в Бенгази в 2006 году, в ходе которой ливийскими правохранителями были убиты более 10 человек. В столице Триполи прошёл митинг сторонников Каддафи.
Сообщалось, что правительство ВСЛАД использовало снайперов, артиллерию, боевые вертолёты, военные самолёты, зенитное вооружение и военные корабли против демонстраций и похоронных процессий. Также сообщалось, что силы безопасности и иностранные наёмники неоднократно применяли огнестрельное оружие, включая штурмовые винтовки и пулемёты, а также ножи против протестующих. Amnesty International первоначально сообщила, что писатели, интеллектуалы и другие видные противники действующей власти исчезли в первые дни конфликта в городах, контролируемых правительственными силами, и что они, возможно, подвергались пыткам или казням.
Amnesty International также сообщила, что силы безопасности атаковали парамедиков, помогавших раненым протестующим. В ходе многочисленных инцидентов было задокументировано, что силы Каддафи использовали машины скорой помощи в своих нападениях на протестующих. Раненым демонстрантам иногда отказывали в доступе к больницам и скорой помощи. Правительство также запретило переливать кровь людям, принимавшим участие в демонстрациях. Силы безопасности, включая членов революционных комитетов Каддафи, штурмовали больницы и вывозили мёртвых. Раненые протестующие были либо казнены без суда и следствия, либо у них были сняты кислородные маски, капельницы и провода, подключённые к мониторам. Погибших и раненых погружали в транспортные средства и увозили, возможно, для кремации.

## Первый период войны. До международной интервенции (17 февраля — 19 марта 2011)

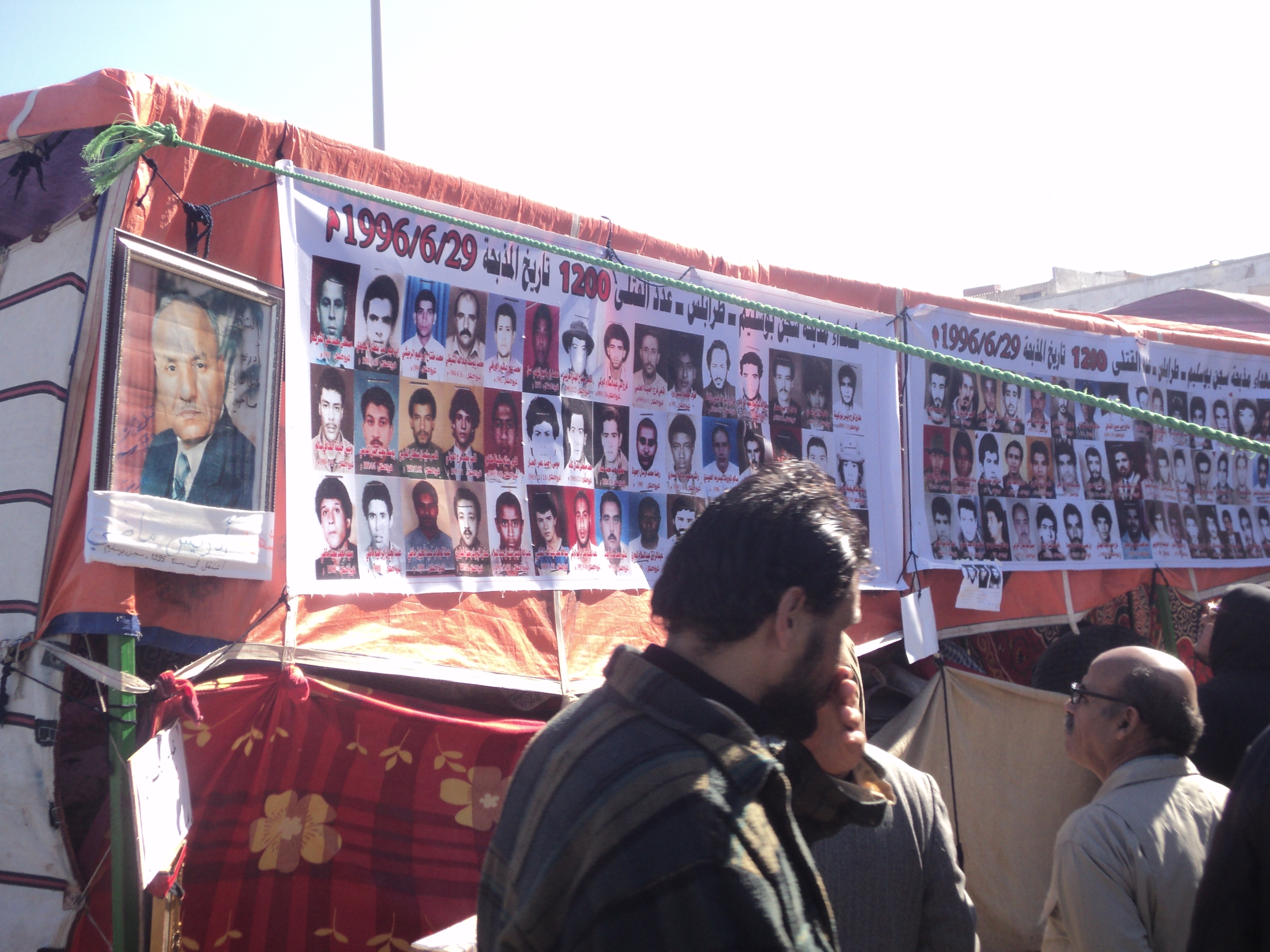
Демонстранты в Бенгази смотрят на плакаты с портретами убитых при подавлении бунта в тюрьме Абу-Салим в 1996 году

### Волнения и бои в городах Киренаики (18—20 февраля)

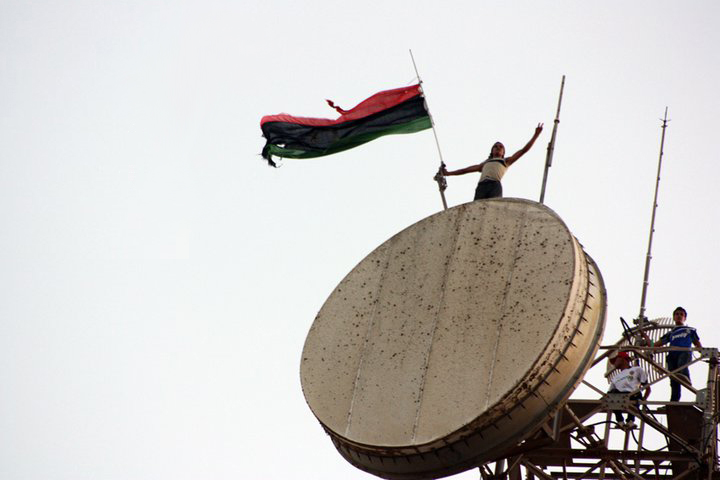
Флаг Переходного национального совета Ливии над башней связи в Байде.

Начиная с 17—18 февраля антиправительственные волнения в Бенгази переросли в вооружённый мятеж, поскольку расквартированные здесь части ливийской армии перешли на сторону оппозиции, а затем они вместе с бунтовщиками захватили и сожгли местную радиостанцию. Глава МВД Ливии генерал армии Абдель Фаттах Юнес порвал с Каддафи и призвал армию переходить на сторону протестующих. Как следствие этого, вооружённые силы Ливии фактически разделились на перешедшие на сторону повстанцев части и оставшиеся в подчинении правительству, находящемуся в Триполи. К воскресению 20 февраля, после того как пала военная база в центре, которую покинули военнослужащие, город оказался под полным контролем восставших. Авиацией был нанесён удар по мятежной военной базе в Бенгази. 19 февраля свидетели в Ливии сообщили, что вертолёты обстреливали толпы антиправительственных демонстрантов.
В пятницу 18 февраля восставшие, сломив сопротивление полиции, взяли под контроль город Аль-Байда, сообщалось, что местная полиция и подразделения по борьбе с массовыми беспорядками перешли на сторону протестующих. Армия покинула Эль-Байду. По примеру Египта в Ливии в ночь на субботу 19 февраля власти отключили интернет.
Я никогда не оставлю землю ливийскую, буду биться до последней капли крови и умру здесь со своими праотцами как мученик… 
Каддафи не президент, чтобы уходить, он — лидер революции и воин-бедуин, принёсший славу ливийцам.

Восточный фронт

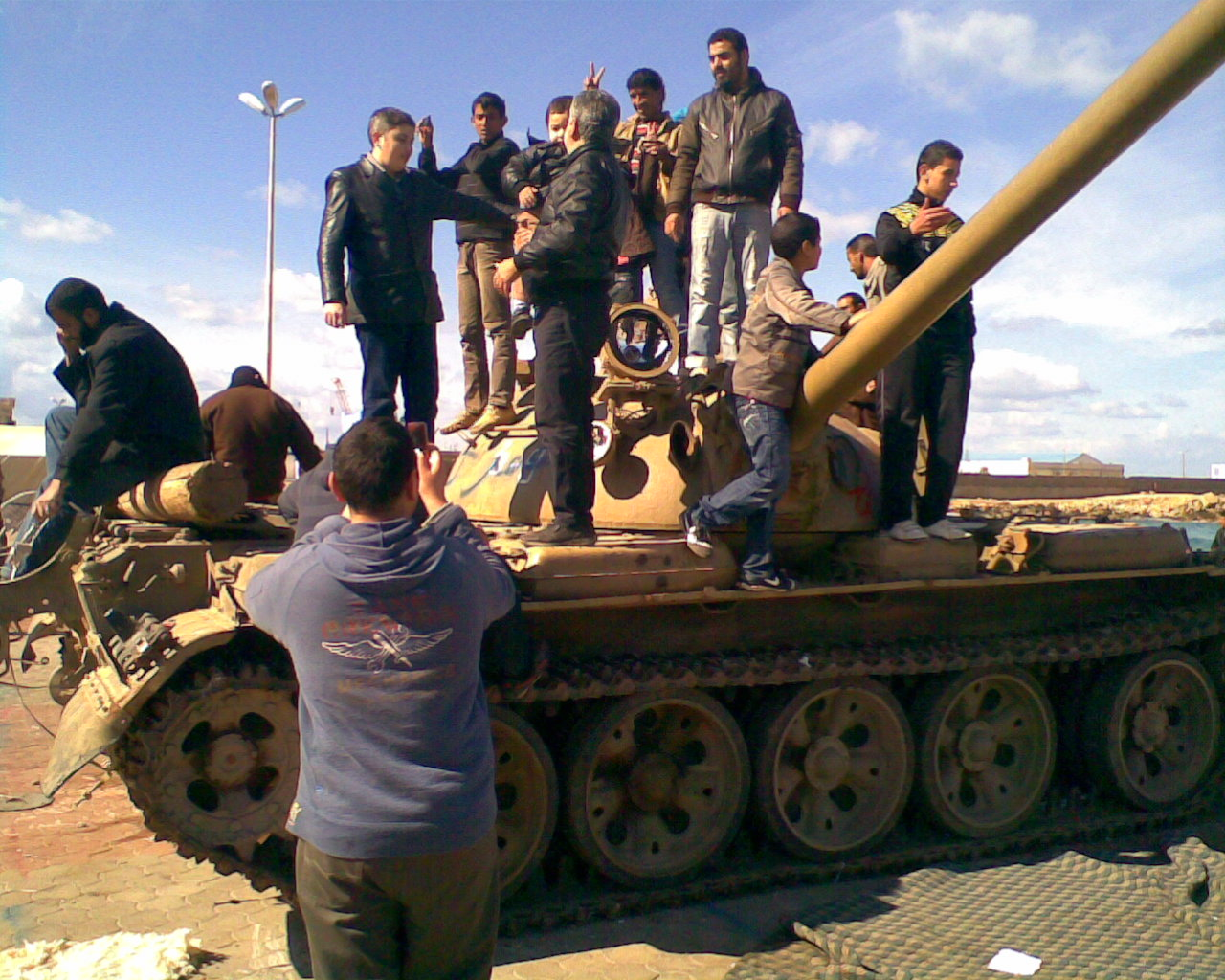
Группа людей на танке в городе Бенгази

20 февраля международное сообщество взорвала «информационная бомба» (по оценке российской газеты «Комсомольская правда»), согласно которой ливийские власти расстреляли демонстрацию протеста из пулемётов. По сообщениям телеканала Аль-Джазира со ссылкой на ливийских правозащитников погибли около 200 человек, около 800 получили ранения. Появлялись сообщения, согласно которым против демонстрантов использовались артиллерия и боевые вертолёты. Однако эти сведения не подтвердились. Сообщалось, что врачам в больницах было запрещено документировать количество погибших и раненых, но санитар в морге больницы Триполи подсчитал для Би-би-си, что 600–700 протестующих были убиты на Зелёной площади в Триполи 20 февраля. Санитар сказал, что машины скорой помощи привозили по три или четыре трупа за раз, и что после того, как морги заполнялись до отказа, тела укладывали на носилки или на пол, и что «то же самое было в других больницах».
Оценки произошедшего неоднозначны. В частности, президент Уганды Йовери Кагут Мусевени считает, что мятежники в данном случае потеряли статус демонстрантов, так как нападали на полицейские участки и казармы с целью захвата власти, и любое ответственное правительство в такой ситуации обязано принять меры. Некоторые российские политологи считают сообщения о расстреле демонстраций частью специально организованных действий по созданию ложной картины происходящего в Ливии.
По сообщениям телеканала Аль-Джазира известный мусульманский проповедник шейх Юсеф аль-Кардауи призвал армию убить Каддафи: «он пролил кровь своего народа, палач», ранее он предлагал ему мирно уйти в отставку по примеру президентов Туниса и Египта.
Глава МИД Великобритании Уильям Хейг 21 февраля 2011 года распространил через Би-Би-Си дезинформацию, что Каддафи бежал в Венесуэлу.
Британская неправительственная организация British Civilians For Peace in Libya, проведя расследование, не обнаружила доказательств того, что войска полковника Муаммара Каддафи атаковали мирное население в западной части страны.
Посол Ливии в Швейцарии Слиман Бугушиир также сообщил, что обвинения в военных преступлениях и преступлениях против человечности, выдвинутые правозащитниками против правительства убитого в октябре лидера Ливии Муамара Каддафи, не были подкреплены конкретными доказательствами. В частности, весной 2011 года на востоке Ливии сил Каддафи, которые могли бы убивать и насиловать гражданское население, не было.
22 февраля мятежники распространили свою власть на город Тобрук, благодаря тому что генерал-майор Сулейман Мухаммад, командующий войсками в Тобруке, с верными ему войсками перешёл на сторону оппозиции, сообщил катарский телеканал «Аль-Джазира». Ливийские власти обвинили в организации беспорядков и мятежей Аль-Каиду.
К 24 февраля вся Киренаика перешла под полный контроль мятежников. Ливийские власти временно оставили попытки вернуть контроль над регионом. 26 февраля мятежники провозгласили в Бенгази временное правительство Ливии во главе с бывшим министром юстиции страны Мустафой Мухаммедом Абдель-Джалилем.

### «Марш на Триполи» (2—6 марта)
23 февраля после изгнания войск Каддафи из Бенгази, первый созданный в неподконтрольном властям Триполи городе телеканал «Альхурра» (Мухаммед Набус) анонсировал марш на Триполи, в котором собиралось принять участие до 5000 ополченцев (дивизия). По сообщению британской газеты «Дейли мейл», которую подтвердил газете и высокопоставленный представитель министерства обороны Великобритании, пожелавший остаться неназванным — непосредственно перед началом наступления (за три недели до 21 марта, то есть 1 марта) в Киренаику высадились бойцы британского элитного подразделения SAS. 2 марта повстанцы атаковали нефтяной порт Брега. Взяв его, на следующий день 3 марта они атаковали Эль-Агейлу.
4 марта началась битва за Рас-Лануф, в ходе которой повстанцы овладели городом.
5 марта отряды повстанцев выдвинулись в направлении Сирта. В этот же день с запада к Бин-Джаваду подошла тяжело вооружённая группировка войск Каддафи, после чего начались ожесточённые бои за город.

### Первое контрнаступление войск Каддафи (7—19 марта)
6 марта войскам Каддафи удалось перехватить инициативу и начать контрнаступление на восточном фронте. Первой их победой стал захват города Бин-Джавад. Через два дня 8 марта армия Каддафи атаковала крупный нефтеперерабатывающий центр Рас-Лануф. Бои за город продолжались 4 дня, и к 11 марта город был взят войсками Каддафи. На следующий день 12 марта, развивая наступление, войска Каддафи выбили восставших из Бреги.
К 15 марта войска Каддафи добрались до Адждабии, бои за который продолжались около двух дней. В ночь с 17 на 18 марта ливийский корреспондент Мухаммед Наббус сообщил о подрыве силами Каддафи цистерн с нефтью в Эз-Зуэйтине вблизи Адждабии.
В интервью телеканалу ABC от 17 марта 2011 года, незадолго до интервенции НАТО, сын Муаммара Каддафи Саиф аль-Ислам Каддафи заявил, что мятежние из Бенгази убивают детей и терроризируют население. Он заявил следующее: «Вы знаете, вчера вооружённые ополченцы убили четырёх молодых парней в Бенгази. Почему? Потому что они были против них. Все в ужасе из-за вооружённого ополчения. Они живут в страхе. Кошмар. Вооружённые люди повсюду. У них есть свои собственные суды. Они казнят людей, которые выступают против них. Никакой школы. Никакой больницы. Нет денег. Никаких банков».
Победы армии Каддафи над восставшими были достигнуты за счёт использования артиллерии, танков и авиации. Однако ввиду эскалации конфликта, чреватого резнёй в городе Бенгази с населением около миллиона человек, в ночь на 18 марта Совет Безопасности ООН принял Резолюцию 1973 от 17 марта (по нью-йоркскому времени), разрешающей применение силы в Ливии, исключая наземное вмешательство.
18 марта появилась информация, что силы повстанцев, оставившие перед этим район Султан вблизи Адждабии, под сильным артиллерийским огнём вынуждены были оставить Геминес и отступить к Бенгази.
19 марта бои завязались на окраинах Бенгази — оплота восставших. Согласно сообщениям телеканала Аль-Джазира, корреспонденты которого присутствовали в Бенгази, утром (7:30 по местному времени) начался обстрел города из артиллерийских орудий. В 9 часов утра началась первая атака на город, которая, как сообщается, к середине дня (14:30 по местному времени) была отбита. Стало также известно, что самолёт восставших МиГ-23 был по ошибке сбит системой ПВО на окраине города (район Аль-Доллар) Пилот, полковник Мухаммед Мубарак аль-Окайли, как сообщается, не выжил.

### Сражения за горы Нафуса
Горы Нафуса (от амазигского: Адрар-эн-Нафусен (горы Нафуса), Арабск.: الجبل الغربي Эль-Джабал эль Гарби (Западные горы)) — горный хребет в Ливии, протянутый на 250 километров с запада (от границы с Тунисом) до города Гарьян. Иногда также можно встретить смешанное название — Западные горы Нафуса, или Джабал Нафуса (на арабском 'джабал' — гора, горы).
Само название гор — Нафуса, амазигское по происхождению, за годы правления Каддафи официальные власти старались заменить на Западные горы, так как Тамазигт (язык амазигов) и амазигская культура в целом, в Джамахирии находились под запретом, который ощущался даже в запрете использования традиционных амазигских географических названий.
Во время гражданской войны в Ливии горы Нафуса становятся одним из очагов самого ожесточенного сопротивления войскам Каддафи, которое в дальнейшем повлияло на развитие театра боевых действий в Триполитании.
Боевые действия в горах Нафуса, где местные общины амазигов — берберского народа, подвергавшегося национальной дискриминации во время правления Каддафи, поддержали противников ливийского лидера, с самого начала практически не освещались в СМИ, так как правительство Ливии не признавало факт вооружённой борьбы в данном регионе Ливии, а иностранные журналисты властями Джамахирии в этот район либо не допускались, либо освещение информации дозировалось и подвергалось цензуре.
1 марта войска Каддафи штурмом взяли незадолго до этого перешедший под контроль повстанцев Гарьян, затем оттеснив оппозиционеров на запад. Центрами сопротивления остались только города Налут, Джаду, Зинтан и Яфран, а также населённые пункты Калаа и Кикла.
3 апреля Налут, Зинтан и Яфран были взяты в осаду наступающими войсками Каддафи, однако труднодоступная горная местность и ожесточенное сопротивление амазигов остановило наступления войск Каддафи. В города была прервана подача электроэнергии.
16 марта войска Каддафи приступили к штурму города Зинтан, направив туда 15 танков и 40 бронетранспортёров, артиллерийскую поддержку которым оказывали системы залпового огня. Тем не менее взять город они не смогли.

## Второй период войны. После международной интервенции (19 марта — апрель 2011)
19 марта (в 16:00 по местному времени) французские истребители вошли в воздушное пространство Ливии, совершив воздушную разведку с целью подготовки интервенции. В 16:45 началась интервенция в Ливию с уничтожения нескольких единиц бронетехники войск Каддафи.

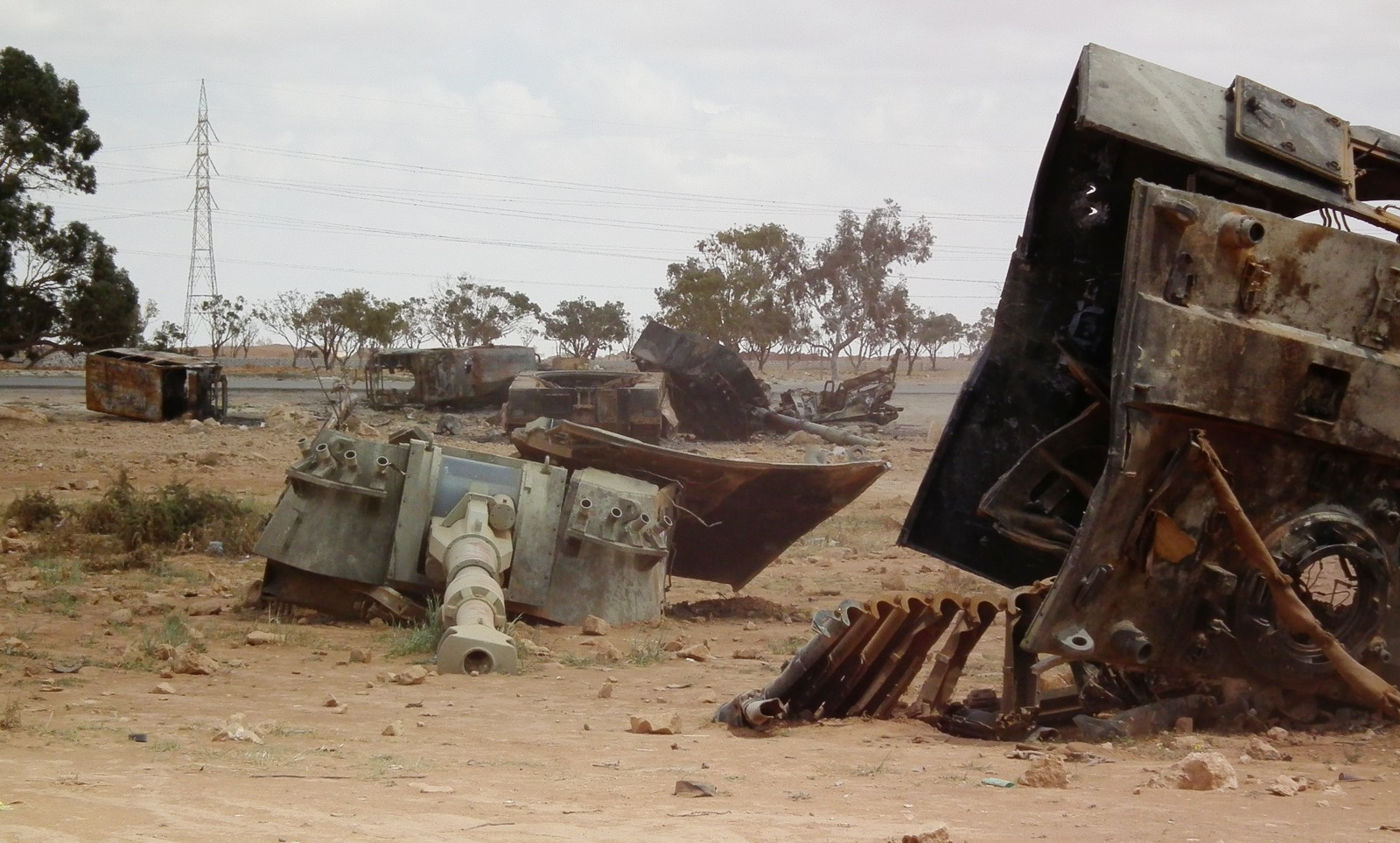
Остатки двух установок «Пальмария» войск Каддафи, уничтоженных французской авиацией в окрестностях Бенгази.

По сообщениям Аль-Джазиры, во время боёв за Бенгази, из города начался поток беженцев на восток, в другие подконтрольные восставшим города. Аль-Джазира сообщала об атаках британских и американских крылатых ракет на аэродромы и другие военные объекты в Ливии, операция была названа «Odyssey Dawn» («Одиссея Рассвет»). Затем ВВС США сосредоточились на наземных целях.
20 марта ВВС Франции, Великобритании и США утром нанесли удар по танковой колонне (в течение двух часов). Агентство Reuters подтвердило, что французской авиацией было уничтожено как минимум 7 танков и две единицы БМП. В этот же день адмирал флота США Майкл Мюллен заявил, что международная коалиция отразила «атаку режима на Бенгази».

### Второе наступление повстанцев на востоке страны (22—28 марта)
21—22 марта войска Каддафи были вытеснены из окрестностей Бенгази, и к 23 марта бои переместились к городу Адждабия, в 150 километрах к югу от оплота повстанцев в восточной Ливии. Находившийся на тот момент в восточной Ливии корреспондент телеканала «Дождь» Орхан Джемаль сообщил об ожесточённых боях 22—23 марта возле Адждабии. Однако, кроме стрелкового оружия, у повстанцев другого вооружения не было, в то время как войска Каддафи по-прежнему обладали тяжёлым вооружением.
24 марта сообщалось о присутствии «некоторой рейдовой группы» войск Каддафи к северу от Адждабии. Одновременно начались бои на окраинах Адждабии, откуда повстанцы периодически отступали. По сути, действия повстанцев сводились к поиску слабого места в позициях лояльных Каддафи войск вокруг Адждабии, удобного для проникновения в город.
26 марта ночью, как сообщает Орхан Джемаль, после боёв на подступах к Адждабии повстанцы сумели захватить Адждабию, где в самом городе, как сообщается, боев не было.
В этот же день автоколонна повстанцев, не встречая сопротивления, вошла в Брегу, а 27 марта также не встречая сопротивления, повстанцы вошли в Рас-Лануф и Бин-Джавад.

### Второе контрнаступление войск Каддафи (28 марта—15 апреля)

Нефтяные и газовые месторождения Ливии

28 марта поступили сообщения, что восставшие подписали с властями Катара договор об экспорте нефти. Ранее Катар считался центром американского военного присутствия в арабском регионе, ибо именно там располагался штаб американских войск во время Иракской войны. В Катаре находилась резиденция муфтия Кардауи, который призвал мусульман убить Каддафи ещё в начале восстания.
28 марта повстанцы вошли без боя в Эн-Нофаллию и находились в 140 километрах от Сирта (их наибольшее продвижение в направлении Сирта весной 2011 года). Однако легко вооружённые, а иной раз — и вообще невооружённые повстанцы не могли противостоять наступавшим с запада танкам и артиллерии войск Каддафи (накануне ряд населённых пунктов, в которые они вошли, перешёл под их контроль без боя). Поэтому 28-29 марта они без боя оставили Эн-Нофаллию, Бин-Джавад и Рас-Лануф.
К 30 марта линия фронта находилась между Рас-Лануфом и Брега, где на тот момент происходила перестрелка из артиллерийских орудий.
31 марта стало известно, что войска Каддафи накануне заняли Брегу. Однако силы повстанцев попытались отбить город назад. Первая попытка штурма продлилась всего 5 минут, после чего повстанцы под огнём тяжёлой артиллерии вынуждены были отступить. Позже позиции лоялистов в городе подверглись бомбардировке авиацией НАТО. Воспользовавшись моментом, как сообщается, повстанцы сумели войти в Брегу (северо-восточная часть города, Район 3), после чего завязались уличные бои. К концу дня, после тяжёлых боёв, лоялистские силы отразили контратаку повстанцев и сохранили контроль над Брегой.
1—2 апреля бои на восточных окраинах Бреги продолжались. Сообщается, что авиация НАТО по ошибке нанесла удар по группе повстанцев возле Бреги, вследствие чего 14 человек погибло. Сообщается также о том, что другая группа повстанцев попала в засаду возле университета, где находились значительные силы лоялистов. После этого повстанцы отступили.
3—4 апреля бои шли в районе университета Бреги, повстанцам удалось проникнуть в район 3 в восточной части города. Однако и там продолжались бои. Началась эвакуация жителей Новой Бреги (район 3).
5 апреля сообщалось, что лоялисты накануне ночи 5 апреля устроили засаду, в которую повстанцы попали на следующий день. После этого повстанцы были вытеснены из города и отступили на 5 километров.
6 апреля как сообщалось, повстанцы отступили от Бреги и закрепились в «районе 40» (Эль-Арбин) между Брегой и Адждабией. CNN
7 апреля авиация НАТО по ошибке уничтожила несколько трофейных танков повстанцев, в результате чего от 10 до 13 человек погибло и ещё от 14 до 22 человек было ранено. Ещё 5 танков было повреждено.
Воспользовавшись замешательством повстанцев, войска Каддафи предприняли новый артиллерийский удар по позициям повстанцев, после чего те отступили к Адждабии, которая уже была в зоне досягаемости артиллерии войск Каддафи.
7 апреля нефтяное поле Сарир подверглось удару британских ВВС, погибли трое охранявших его военных, ещё несколько человек получили ранения. Позже командующий операцией НАТО генерал-лейтенант Шарль Бушар заявил: «Ответственность за этот обстрел несёт исключительно режим Каддафи, и мы знаем, что он хочет сорвать поставки нефти в Тобрук».
8—9 апреля сообщалось об атаке войск Каддафи на Адждабию. Однако повстанцы позже сообщили, что им удалось отбить атаку лоялистов на город.
16—18 апреля также сообщалось о серьёзном ухудшении погодных условий (ветер до 9 баллов, песчаная буря), вследствие чего авиация НАТО в течение нескольких дней не могла осуществлять боевые операции в восточной Ливии. В городе, большая часть населения которого уже эвакуировалась, началась паника, однако лояльные Каддафи войска в дальнейшем попытки отбить Адждабию не предпринимали.

### Бои за Мисурату и Эз-Завию

Триполитанский фронт

Под влиянием успехов восставших на востоке страны, а также в знак солидарности с жителями Бенгази, последовали демонстрации, а затем вспыхнули восстания и на западе Ливии. 27 февраля восставшие захватили после боя города Эз-Завия и Мисрата. Перед лицом многочисленных мятежей войска Каддафи сосредоточили свои силы для борьбы с восставшими в Триполитании, что позволило восставшим из Киренаики предпринять относительно успешный в начале марш на Триполи через богатые нефтью районы.
1 марта войска Каддафи, при поддержке танков и артиллерии, предприняли ночной штурм города Эз-Завия, однако восставшим удалось отбить эту атаку.
2 марта — войскам Каддафи удалось совершить ряд успешных контратак, установив контроль над населёнными пунктами Гарьян и Сабрата неподалёку от Триполи.
4 марта войска Каддафи предприняли второй штурм города Эз-Завия. На этот раз им удалось закрепиться на городских окраинах.
5-11 марта ожесточённые бои за город продолжались. Роль вождей мятежа приняло на себя мусульманское духовенство, которое объявило Каддафи джихад.
17 марта появилось сообщение, что войска Каддафи взяли под контроль город Мисурату. Тем не менее, войска Каддафи контролировали только часть Мисураты, уличные бои в городе продолжались. Восставшим на руку во многом сыграли контейнеры с порта, которые были расположены в центре города на основных перекрёстках и наполнены песком, таким образом танковые силы войск Каддафи оказались скованы и в итоге завязли в уличных боях.

## Третий период войны. Стабилизация фронта (апрель—июль 2011)
Со второй половины апреля на Восточном фронте наступило относительное затишье: войска Каддафи были скованны в действиях в силу значительных потерь, а также активности авиации НАТО, а силы ливийской оппозиции не имели достаточно вооружения и опыта ведения боевых действий, потому не могли противостоять в открытом бою с вооружёнными силами Каддафи. В этих условиях сложилась патовая военно-политическая ситуация, означающая неспособность ни одной из сторон установить контроль над всей страной, а условный фронт на востоке Ливии стабилизировался между Адждабией и Брегой.
В этих условиях активизировались призывы к переговорам сторон. В частности, МИД России призвал международное сообщество к «безотлагательному прекращению насилия и боевых действий, переводу разрешения конфликта в политико-переговорное русло». Формально к этому требованию присоединился и президент Южно-Африканской республики Джейкоб Зума, известный своей поддержкой правительства Каддафи. Последнее обстоятельство вызывало недоверие у Переходного Национального Совета и крайнее раздражение у восставшей части страны, вследствие чего переговоры при посредничестве Африканского союза зашли в тупик. Также переговорный процесс не увенчался успехом в силу нежелания сторон идти на уступки: повстанцы категорически отказались видеть Муамара Каддафи даже номинально лидером Ливии, в свою очередь лидер Джамахирии наотрез отказался покидать свой пост либо уступать власть, к тому же тональность и богатая на эпитеты и сравнения риторика М. Каддафи обрисовывала повстанцев как «предателей, крыс, террористов и преступников», с которыми «никаких переговоров быть не может». Заместитель министра иностранных дел Ливии Халед Кэйм заявил, что не было необходимости в переговорах Джейкоба Зума с Переходным правительством Ливии, поскольку они не представляли большинство мятежных повстанцев, в настоящее время борющихся против сил Каддафи. «Они — это девять человек. Они не имеют представления о том, что продолжается в Бенгази и других городах на востоке», — сказал он.
К июлю 2011 года Переходный Национальный Совет Ливии как единственную законную власть в Ливии признали уже 30 государств, в том числе США, Великобритания, Франция, Германия, Италия, Испания, Турция, Катар, Тунис и ряд других государств, многие из которых оказывали гуманитарную и военную помощь повстанцам на подконтрольных им восточной и западной (Мисрата и горы Нафуса), частях страны
Несмотря на относительное затишье на фронте между Адждабией и Брегой в период с апреля по июль, отряды правительственных войск численностью 60 машин и 250 человек, 28 апреля захватили оазис Куфра на крайнем юго-востоке Ливии. Однако спустя месяц, в конце мая — начале июня 2011 года повстанцы вернули контроль над Куфрой, вытеснив оттуда лоялистов, в основном состоящих из суданских повстанцев из Дарфура, выполнявших там роль наёмников Каддафи.
7 мая в Переходном Национальном Совете заявили об атаке войск лоялистов на оазис Джалу в 240 километрах южнее Адждабии. Джалу является важным нефтедобывающим районом на востоке Ливии.
В мае-июне 2011 года силы повстанцев смогли закрепиться в районе Арбин, известном так же как «район 40» (так как расстояние между Адждабией и этим местом на шоссе Адждабия-Брега составляет 40 км), что позволило обезопасить Адждабию от атак дальнобойной артиллерии войск Каддафи.
В условиях сложившейся на фронтах в Ливии патовой ситуации французское правительство, в нарушение резолюции Совбеза ООН, провело секретную операцию по снабжению оружием ливийских повстанцев, действующих в регионе Западные Горы к юго-западу от Триполи. «Контейнеры с автоматами, пулеметами, гранатометами и противотанковыми ракетными комплексами Milan поначалу сбрасывались на парашютах над позициями повстанцев с транспортных самолётов. После того, как оппозиционеры добились значительных успехов, очистив от сторонников Каддафи почти весь регион, в двух местах были оборудованы небольшие аэродромы, куда стали приземляться самолёты из арабских стран, на борту которых было все то же оружие.» После этого повстанцам удалось продвинуться к Триполи на расстояние 80 километров, а также захватить крупный оружейный склад к югу от города Зинтан.
30 мая Переходный национальный совет Ливии через Facebook объявил о преобразовании повстанческих отрядов в Национальную Освободительную армию, название которой должно будет способствовать росту профессионализма и дисциплинированности в рядах повстанцев и будет носить пока временный характер.
23 июля Госдепартамент США сообщил, что проверяет сообщения о поставках военного груза и техники войскам Каддафи с территории Алжира в Ливию.
Ранее повстанцы неоднократно обвиняли Алжир в военной поддержке войск Каддафи, и отправке наёмников в Ливию, а также в обстреле пограничного с Алжиром города Гадамес регулярными войсками Алжира.

### Борьба за нефть
Запасы нефти в Ливии составляют свыше 36 млрд баррелей. При цене на нефть марки Brent на момент начала гражданской войны (15.02.2011) в 103,15 USD/баррель, общая стоимость всех разведанных нефтяных запасов Ливии составляет около 3,8 трлн долларов.
Запасы газа в Ливии составляют 1,2 трлн м³. При цене на газ на 11.02.2011 в 306 USD/1000 м³, общая стоимость всех разведанных запасов газа в Ливии составляет около 370 млрд долларов.
Представитель нефтяной компании Arabian Gulf Oil Company сообщил, что 20 апреля армия Каддафи атаковала нефтеперегонную станцию, контролируемую силами восставших. По словам очевидца, при этом погибло 8 человек.
Информационное агентство Джамахирии (ДЖАНА) сообщило, что 21 апреля силы НАТО захватили ливийский нефтяной танкер. Как сообщила НАТО, военнослужащие без применения силы осмотрели танкер Anwaar Libya и разрешили ему продолжать путь.
7 мая 2011 года представитель повстанцев Абдель Хавиз Гога заявил об атаке войск Каддафи на города Джаду и Авийла, в которых находятся нефтяные месторождения.
20 июня повстанцы в горах Нафуса заявили, что они перекрыли в районе Райны трубопровод, по которому нефть подается с нефтяного месторождения Убари к нефтеперерабатывающему заводу в Эз-Завии. Позднее эта информация была подтверждена информационным агентством New York Times.
14 июля 2011 года официальный представитель правительства Ливии Мусса Ибрагим заявил: «Мы готовы умирать и убивать за нашу землю и за нашу нефть. Можете сделать из этого свой очередной сенсационный заголовок». Одновременно с этим премьер-министр Ливии Аль-Багдади аль-Махмуди заявил, что власти страны готовы простить США их участие в бомбардировках и предложить американским нефтяным компаниям место на рынке, которое раньше занимали итальянцы.
21 июля 2011 года глава внешнеполитического подразделения Переходного Национального Совета Ливии Махмуд Джебриль заявил, что войска Каддафи заминировали объекты нефтяной инфраструктуры. «Мы обнаружили мины повсюду: даже нефтеперерабатывающие предприятия и нефтяные месторождения нашпигованы минами и взрывчаткой».
Эво Моралес отмечал в сентябре 2011 года: "Приветствовали, сказали, что в Ливии кончилась автократия, теперь там демократия; там может быть демократия, но нефть Ливии сейчас останется в чьих руках? …Бомбардировки совершались не по вине Каддафи, не по вине повстанцев, дело в том, что стремятся захватить ливийскую нефть".

### Битва за Мисурату
К 15 мая восставшие установили полный контроль над центром города Мисурата, главной дорогой, аэропортом и южной, юго-западной и юго-восточной частями города Мисурата, находящимися под контролем войск М. Каддафи с марта по май 2011 г. Силы восставших заняли населённый пункт Дафния и подошли к городу Злитен на западе, на южном направлении продвинулись к населённому пункту Таварга. С мая по июль восставшие отбивали контратаки войск Каддафи, одновременно на город продолжали падать ракеты войск Каддафи.
13 июня появились сведения, что войска Каддафи взяли город Эз-Завия и теперь контролируют территорию от Адждабии до границы с Тунисом, а также ведут бой за Мисурату и Зинтан. В начале июня в городе Эз-Завия опять начались волнения, и сторонникам Каддафи пришлось снова отправлять войска на подавление восстания.
9 июля восставшие подошли к Злитену и начали штурм пригорода Сук-Альсуляса, находящемся к юго-востоку от Злитена. При поддержке НАТО за 2 недели они отбили несколько контратак войск Каддафи; сообщается, что жители покинули восточную часть Злитена и пригород Сук-Альсуляса. В течение июля — начала августа происходит серия атак и контратак восставших и войск Каддафи в предместье города, однако продвинуться западнее района Сук-Альсуляса, восставшие не могут. С другой стороны, контратаки сил Каддафи также не дают возможности последним взять под контроль восточные предместья Злитена, так как восставшие успели занять оборонительные позиции в этом районе.
11 августа восставшие Мисураты решились атаковать городок Таварга к югу от Мисураты. По сообщениям информагентств, они смогли в этот же день взять Таваргу под контроль с целью создания безопасной зоны вокруг города, оттеснив установки залпового огня армии Каддафи дальше от Мисураты. Представители южного фронта отрядов революционеров из Мисураты потребовали, чтоб чернокожее население Таварги в тридцатидневный срок полностью покинуло город. 11 сентября британская газета The Telegraph привела слова офицера гарнизона революционеров Таварги Абдулы эль-Муталиба Фататеха: «Мы дали им тридцать дней на сборы. Мы предупредили, что всякий, кто останется, будут арестованы и заключены в тюрьму. Ушли все, и мы никогда не допустим, чтобы они вернулись». Издание также приводит слова представителей ополчения Мисраты, по словам которых, имеются неопровержимые доказательства сотрудничества и поддержки населением Таварги лояльных Каддафи войск.

### Столкновения племен с отрядами Каддафи на юге Ливии
Патовая ситуация в Ливии по времени почти совпала с активизацией столкновений летом на юге Ливии, первые неподтверждённые данные о которых стали приходить ещё в июне. Несмотря на то, что юг Ливии всегда считался лояльным Каддафи, в июне стали появляться первые сообщения о том, что негроидное племя тубу, проживающее южнее Себхи, также поддержало противников ливийского лидера. Позднее появилась информация, что небольшая часть бойцов амазигов, боровшихся с силами Каддафи в районе гор Нафуса, в июне 2011 года отправились на юг Ливии вести борьбу с режимом Каддафи. Данная информация появилась уже после окончания активных боевых действий в регионе.
Известно, что на базе повстанческого движения на юге Ливии летом была создана бригада «Щит Пустыни», которую возглавил Мухаммед Вардугу.
17 июля силам бригады «Щит Пустыни» удалось взять отдалённый город Катрун на юге Ливии, однако уже в 20-х числах началось контрнаступление войск Каддафи.
23 июля появилась информация о захвате войсками Каддафи Катруна с третьей попытки, однако в виду нехватки полноценной инфраструктуры и средств связи на юге Ливии, информацию проверить не представляется возможным. В дальнейшем никаких новостей либо сообщений с южной Ливии в течение лета практически не поступало.
В конце июля-начале августа поступали обрывочные, неподтверждённые сообщения о действиях бригады, тем не менее не дававшие возможности в целом установить картину происходящего в регионе. В дальнейшем её активность зависила от развития военной обстановки в Триполитании и на западе Ливии, в целом.

### Битва за горы Нафуса
23 апреля повстанцы сумели отбить у отрядов Каддафи городок и пропускной пункт Вазин, находящийся на границе с Тунисом и взять пограничный переход Вазин под свой контроль, после чего в Тунис хлынул поток беженцев амазигов, а в обратном направлении начались поставки продуктов питания, гуманитарной помощи и вооружения повстанцам.
28 апреля войска Каддафи попытались отбить Вазин. Сперва под артиллерийским огнём революционеры отступили на территорию Туниса, однако преследующие их отряды войск Каддафи пересекли границу Туниса. Население города Дехиба, находящегося в 4 км от пограничного перехода «Вазин-Дехиба», симпатизирует ливийским повстанцам, а поэтому последние, отступив от Вазина, нашли в городе убежище. Сообщается, что войска Каддафи начали обстреливать из систем залпового огня тунисский город Дехиба, в результате чего погиб местный житель. Тунисская армия вынуждена была открыть по войскам Каддафи ответный огонь, после чего они были выбиты с тунисской территории. Из-за интервенции вооружённых сил Ливии на территорию Туниса между Ливийской Джамахирией и Тунисом разгорелся международный скандал, а повстанцы к 29 апреля вернули под свой контроль стратегически важный пограничный переход Вазин.
Иностранные журналисты через контролируемый повстанцами пограничный пункт также смогли попасть в район гор Нафуса. Таким образом, информационная блокада региона также была снята.
1 июня отрядам повстанцев удалось взять под свой контроль находящиеся в пустыне к северу от горной гряды населённые пункты Каср-эль-Хадж и Шакшук, возле которого находится электростанция. Это дало им возможность восстановить подачу электроэнергии в город Джаду. Развивая наступление, они 2 мая подошли к Яфрану с севера и заняли город. 14 июня повстанцы уже контролировали район Калаа и Кикла.
17 июня повстанцами одновременно были взяты под контроль населённые пункты Райна и Авинья, находящиеся между Зинтаном и Яфраном.
28 июня Зинтанский военный совет заявил о рейде на юг, в военной базе Эль-Кааа, находящейся в 25 км от Зинтана, в результате чего повстанцы захватили огромное количество военной техники, в том числе и 2 танка Т-55.

## Четвёртый период войны. Наступление сил ПНС (июль—август 2011)
16 августа продолжались бои за Злитен на западном участке фронта Мисраты. По словам жителей Мисраты, в городе после наступления повстанцев на Триполитанском фронте близ Триполи и взятия Таварги на южном участке фронта Мисраты, стало гораздо спокойнее, есть признаки возвращения города к мирной жизни. По неподтверждённым данным, повстанцы на юго-западном участке фронта Мисраты продвинулись в юго-западном направлении до района Дуфан в 55 км от Бени-Валида, который считается оплотом крупнейшего племени Ливии — Варфалла. Тем не менее, данная информация нуждается в подтверждении.
17 августа в военном командовании повстанцев заявили, что их разведывательные части на южном участке фронта Мисраты достигли окраин Аль-Хайши в 70 километрах к югу от Мисраты возле пересечения важных транспортных путей на юг, восток и запад Ливии.
19 августа после кровопролитных боёв (более 30 погибших) повстанцы сумели овладеть городом Злитен в 140 км от Триполи, продолжив наступление на Аль-Хомс. После этого они продолжили наступление на Эль-Хомс.

### Четвёртая битва за Брегу
13 июля отряды ПНС начали новое наступление в направлении Бреги. Однако, едва начавшееся наступление столкнулось с трудностью разминирования местности при отсутствии у повстанцев достаточного количества инженеров и специальной техники, в результате чего темп наступления значительно снизился.
28 июля 2011 года при невыясненных обстоятельствах был убит начальник штаба войск повстанцев Абдул Фатах Юнис. Он был отозван в Бенгази с участка боевых действий у города Брега. По словам главы Национального переходного совета (НПС) Мустафы Абдель-Джалиля, Юнис должен был доложить о текущей ситуации. По дороге Юнис и ещё два сопровождавших его офицера были убиты. По слухам же, военачальника везли в Бенгази для допроса по подозрению его в связях с Каддафи. Глава НПС заявил, что смерть Юниса — дело рук наёмников Каддафи, проникших в ряды повстанцев. В дальнейшем появилась неподтверждённая информация, что заказчиков, а затем и исполнителей убийства удалось найти, однако имена их не назывались в виду опасности эскалации межплеменных конфликтов.
4 августа 2011 года в Бенгази прибыл танкер, направлявшийся из Алжира в Ливию и перехваченный силами НАТО накануне в 16 милях от Мальты. Хотя по документам пунктом назначения танкера был северо-восточный Алжир (город Аннаба), судно шло в направлении Триполи. Сообщается, что судно перевозило очищенную нефть.
11 августа — представитель повстанцев Мухаммед аль-Раджали заявил информационному агентству Associated Press, что силам ПНС удалось взять Брегу. При этом он уточнил, что бои продолжаются в промышленной зоне города, где находятся предприятия по переработке нефти.
12 августа — государственное телевидение Ливии подтвердило факт контроля повстанцами Третьего жилого массива города (Восточной Бреги), однако заявило, что войска Каддафи по-прежнему контролируют западную часть Бреги.
14 августа — появились сообщения о взятии территории университета и Второго жилого массива Бреги повстанцами, однако сообщается и о больших потерях среди них.
15 августа — сообщалось о боях армии ПНС с правительственными войсками возле нефтеперерабатывающего комплекса Бреги. Накануне войска Каддафи, по словам повстанцев, взорвали нефтяной танкер в порту Бреги.
16 августа — войска Каддафи впервые с начала гражданской войны применили ракеты. Сообщается, что ракета была запущена в 80 километрах восточнее Сирта и упала в пустыне, поблизости от Бреги. Жертв нет.
19 августа — отряды армии ПНС взяли под контроль Брегу и все её стратегические объекты, об этом сообщил военный представитель ПНС Ахмед Бани.
21 августа — телеканал Аль-Арабия сообщил, что силы Каддафи между Брегой и Сиртом ведут переговоры и готовы сдаться повстанцам. Тем не менее, и после этого бои на Восточном фронте продолжались.
22 августа силы повстанцев полностью взяли под свой контроль нефтяной комплекс Бреги и весь город, а войска Каддафи отступили в направлении Башира в 25 км от Бреги.

### Вторая битва за Бин-Джавад
23 августа войска НОА овладели посёлками Башир, Агейла и городом Рас-Лануф. Войска Каддафи отступили за Красную Долину в направлении Сирта.
24 августа — представитель армии ПНС Фаузи Букатиф сообщил информационному агентству AFP, что в районе небольшого города Бин-Джавад наступление повстанцев было остановлено артиллерийским огнём, заставшим силы ПНС врасплох. По словам Фаузи Букатифа, войска Каддафи сумели создать оборонительную линию по «Красной Долине», и явно не собираются сдаваться, как ожидалось ранее. «Красная долина» считается самой западной точкой, которой смогли достичь повстанцы на восточном фронте в конце марта, перед тем, как были отброшены подошедшими подкреплениями войск Каддафи 28 марта-10 апреля до Адждабии. По словам самих революционеров, тогда район «Красной долины» был заминирован.
25 августа — силы ПНС, накануне подошедшие к Бин-Джаваду и попавшие под сильный артиллерийский огонь, отошли к Рас-Лануфу, где теперь разместился штаб войск повстанцев, об этом сообщил один из их командиров. По его словам, местное население в районе Бин-Джавада и дальше в сторону Сирта явно недружественно настроено по отношению к повстанцам: «Местное население дважды предавало нас, и теперь мы понимаем, что происходит».
26 августа — по не подтверждённым пока данным, возобновились бои между войсками Каддафи и силами ПНС за Рас-Лануфом, между портом Ас-Сидр и небольшим городом Бин-Джавад. Телеканал Аль-Арабия сообщает, что, по словам представителей повстанцев, их войска смогли закрепиться в стратегически важных позициях вокруг города Бин-Джавад, включая военную базу, где ранее находились танки войск Каддафи. Действия армии ПНС в районе Бин-Джавада 26 августа сопровождались авиаударами НАТО по Сирту. В частности, британские истребители Торнадо нанесли ракетный удар по бункеру Каддафи в Сирте, о чём сообщил министр обороны Великобритании.
27 августа — несмотря на заявления отдельных повстанцев о переговорах с отрядами Каддафи в Сирте, приходили сообщения о том, что силы ПНС отошли от Бин-Джавада к порту Сидра, куда подходили подкрепления повстанцев. По словам корреспондента Аль-Джазиры, войска Каддафи явно стремятся любой ценой удержать Бин-Джавад и не дать армии ПНС продвинуться дальше Рас-Лануфа, о чём свидетельствует яростное сопротивление отрядов Каддафи. Чуть позже 27 августа стали поступать первые сообщения, ссылающиеся на SkyNews, о том, что армия ПНС уже овладела Бин-Джавадом. Позже телеканал Аль-Джазира, а также другие СМИ подтвердили эту информацию. Также Reuters сообщает, что силы армии ПНС находятся в 100 км от Сирта, о сдаче которого во избежание жертв среди мирного населения, по словам представителя ПНС Мухаммеда Завави, ведутся переговоры, пока безрезультатно.
28 августа — репортёры Аль-Джазиры сообщили, что повстанцы овладели Эн-Нофалией, а войска Каддафи отступили к долине Вади-эль-Хамар (Красная долина) — первой линии обороны войск Каддафи перед Сиртом. Сообщается, что бойцы армии ПНС разбились на группы и атаковали Эн-Нофалию с востока и с юга.

### Бои за горы Нафуса
8 июля повстанцы взяли под свой контроль населённый пункт Эль-Гвалиш к юго-востоку от Киклы, находящийся на пути к Гарьяну, однако дальнейшее продвижение повстанцев в этом направлении было затруднено заминированной местностью, а также несколькими контратаками войск Каддафи.
26 июля Зинтанский военный совет объявил о рейде в район города Мизда, находящемся в 90 км от Зинтана, на важнейшей трассе, соединяющей Себху с севером страны.
29 июля — объединённое наступление повстанцев гор Нафуса в районе к северу от Налута. Повстанцы взяли под свой контроль города Газея и Такют. Таким образом, в начале августа в северо-западном предгорье гор Нафуса, в руках войск Каддафи оставались только города Тиджи и Бадр.

## Пятый период войны. Наступление ПНС на Триполитанию (август 2011)
К началу августа наступательная способность войск Каддафи постепенно снизилась, чему способствовала активность авиации и флота стран НАТО, а также санкции, под которыми находилась Джамахирия. Так, генерал Шарль Бушер, командующий операцией НАТО в Ливии, заявил, что ливийские войска «более не способны развивать полноценное наступление». Таким образом, соотношение сил в Ливии значительно изменилось. К августу количество сил повстанцев также значительно увеличилось за счёт добровольцев из Триполи, Завии, Сормана, а также ливийцев из-за границы. В составе Зинтанского военного командования были сформированы бригада Триполи и бригада Завии, состоящие преимущественно из жителей этих городов, сражающихся на стороне повстанцев.
6 августа повстанцы взяли штурмом населённый пункт Бир-аль-Ганем в 85 км от Триполи. До этого они два месяца безуспешно пытались овладеть этим населённым пунктом, затем закрепились в близлежащих горах. По словам повстанцев, успешно захватить Бир-аль-Ганем им помогла поддержка НАТО с воздуха, а также низкий боевой дух войск Каддафи, преимущественно состоявших из наёмников из Чада. На следующий день премьер-министр Ливии заявил, что армии удалось вернуть под свой контроль Бир-аль-Ганем, однако, по словам корреспондентов Аль-Джазиры, и после 7 августа Бир-аль-Ганем оставался в руках повстанцев.
11 августа развивая наступление после взятия Бир-аль-Ганема, революционеры завладели посёлком Наср и, по словам самих революционеров, приблизились к Эз-Завии на расстояние 25 километров.

### Вторая битва за Эз-Завию
13 августа повстанцы после ночного штурма овладел Гарьяном — крупнейшим городом в горах Нафуса, находящемся на важнейшей дороге с Триполи на юг. Об этом сообщил представитель Зинтанского военного командования Фатхи-эль-Айиб. Силы повстанцев зашли в город с северной стороны, которая не была прикрыта войсками Каддафи. По словам Фатхи-эль-Айиба, штурм города и столкновения «с остатками войск режима» продолжались 4 часа, затем войска Каддафи отступили.
Одновременно повстанцы продолжили развивать наступление на Эз-Завию, до которой их, по словам Фатхи-эль-Айиба, 13 августа отделяло 15 километров. Вечером того же дня появились первые сообщения о том, что передовые части повстанцев вошли в Эз-Завию. И, хотя представитель правительства Ливии в Триполи заявил, что «очень малая группа повстанцев вошла в
Эз-Завию, но была остановлена нашими вооружёнными силами», ряд информагентств подтвердил развитие наступления повстанцев в самом городе. Корреспондент информационного агентства Associated Press, который вошёл в город с отрядом повстанцев, сообщает, что «сотни жителей вышли на улицу, встречая повстанцев». Затем, по словам корреспондента, начался бой с контратакующими частями лояльнях Каддафи войск. Таким образом, начались вторая битва за Эз-Завию, находящуюся в 35 км к западу от Триполи.
14 августа Военный Совет Зинтана объявил о взятии города Сорман на побережье Средиземного моря, в 10 км западнее Эз-Завии. Одновременно в самой Эз-Завии шли ожесточенные бои между повстанцами и получившими подкрепления из Триполи войсками Каддафи. Сообщается о большом количестве снайперов на крышах высотных домов и миномётном огне. Стратегическое значение Эз-Завии, в частности, продиктовано и тем, что взяв Эз-Завию, повстанцы отбили бы стратегически важный город на Средиземном море, в котором находится единственный вблизи Триполи нефтеперерабатывающий завод. С другой стороны, перерезав прибрежное шоссе, они смогли бы блокировать поставки снабжения войск Каддафи из Туниса.
15 августа появились первые сообщения повстанцев о боях в Сабрате и Эль-Аджейлате, расположенных к западу от Сормана. Представитель Переходного Национального Совета заявил о взятии ими города Сорман, а также о переговорах с окруженной группой войск Каддафи в соседней Сабрате, которым было предложено сдаться. В этот же день повстанцы заявили, что им удалось отбить у войск Каддафи город Тиджи — последний оплот войск Каддафи в районе гор Нафуса и начать бои за Бадр — город, открывающий путь революционерам к прибрежному городу Зувара, населённому, как и горы Нафуса, преимущественно амазигами.
16 августа представитель революционеров подтвердил информацию о взятии города Тиджи и заявил, что сейчас бои ведутся за соседний (17 км от Тиджи) город Бадр, из которого накануне вёлся обстрел позиций революционеров. Он также подтвердил, что идут бои за нефтеперерабатывающие предприятия Завии, а войска Каддафи
контролируют приблизительно 30 % города, в основном — восточные и северо-восточные окраины.
18 августа революционеры сумели захватить нефтеперерабатывающий завод Эз-Завии, одновременно журналисты подтвердили, что Гарьян также находится под контролем их сил.
19 августа продолжились бои в центре Эз-Завии. Позиции революционеров, а также больницы и другие здания в Эз-Завии обстреливались миномётами, артиллерией и тяжёлыми пулемётами, однако с наступлением темноты революционерам удалось вытеснить войска Каддафи с многоэтажной гостиницы и центральной площади города. Авиация НАТО продолжила наносить удары по колоннам отрядов Каддафи, двигающимся к Эз-Завии со стороны Триполи (по некоторым данным, авиация НАТО уничтожила две колонны подкреплений).
20 августа революционеры полностью овладели Эз-Завией, начав наступление на Триполи, находящийся в 50 км от Эз-Завии.

### Битва за Триполи (20—28 августа)

Боевые действия в Триполи

В условиях сложившейся на фронтах в Ливии патовой ситуации, французское правительство, в нарушение резолюции Совбеза ООН, провело секретную операцию по снабжению оружием ливийских революционеров, действующих в регионе Западные Горы к юго-западу от Триполи. «Контейнеры с автоматами, пулеметами, гранатометами и противотанковыми ракетными комплексами Milan поначалу сбрасывались на парашютах над позициями повстанцев с транспортных самолётов. После того, как оппозиционеры добились значительных успехов, очистив от сторонников Каддафи почти весь регион, в двух местах были оборудованы небольшие аэродромы, куда стали приземляться самолёты из арабских стран, на борту которых было все то же оружие.»
Это способствовало перелому в ходе войны. В первой декаде августа революционеры подготовили и провели неожиданную и мощную атаку на Триполи, поддерживаемую с воздуха авиацией стран НАТО (в первую очередь США, Великобритании и Франции). По неподтверждённым данным, в наступлении могли участвовать спецподразделения Катара и Объединённых Арабских Эмиратов. Более категорично высказываются сторонники и члены семьи Каддафи, в частности, Мухаммед Каддафи заявил: «Здесь ливийских повстанцев и в помине нет».
20 августа началось наступление отрядов революционеров на Джанзур, находящийся между Эз-Завией и столицей. Как в дальнейшем сообщил телеканал France 24, они при интенсивной поддержке НАТО смогли преодолеть расстояние от Эз-Завии до Триполи за 12 часов. Одновременно представитель Военного совета Мисраты Саид Али Гливан заявил, что силы 32-й бригады Хамис — самого боеспособного соединения войск Каддафи — были ценой высоких потерь революционеров (более 30 погибших) выбиты со Злитена. Также было заявлено о подготовке наступления на Зувару.
Мировую известность получил эпизод с выступлением в прямом эфире канала Libiyah TV известной и популярной в Ливии журналистки и телеведущей Гала аль-Мисрати во время осады Триполи со своим обращением к повстанцам. Размахивая пистолетом в руках, ведущая пообещала лично сражаться до последней капли крови за ливийского лидера и убить любого, кто попытается ворваться в здание телевизионного центра Триполи, или умереть самой.
21 августа силы НОА из Мисураты высадились в порту Триполи. Представитель Переходного Национального Совета Ливии Абдель Хафиз Гога заявил, что «Наступило время 'Ч' и повстанцы подняли восстание в Триполи». В частности, революционеры подняли восстание в восточном пригороде Триполи — Таджуре. Произошли непродолжительные бои в Джанзуре.
22 августа стали поступать сообщения, что революционеры, не встречая особого сопротивления, вошли в Триполи, а отдельные военные подразделения, в том числе и личная гвардия Каддафи, сложили оружие. Из Эз-Завии, а также из Триполи ряд телеканалов показали видеокадры
ликования людей на улицах городов, которые некоторые российские обозреватели и блогеры посчитали «фальшивкой». Тем не менее, информация о боях в районе Баб-эль-Азизии и Сук-Альджума, продолжала поступать. «Информационной бомбой» 22 августа стали сообщения о якобы пленении двух сыновей Муаммара Каддафи — Саифа аль-Ислама Каддафи и Мухаммеда Каддафи, что впоследствии было опровергнуто. Телеканал CNN сообщил, что революционеры в ночь на 22 августа сумели также взять под свой контроль Зелёную площадь в центре Триполи, которую они хотят переименовать в Площадь Мучеников.
Поступила первая, ещё неподтверждённая информация о боях в районе правительственного комплекса Баб-эль-Азизия. В этот же день пришли сообщения о взятии повстанцами телецентра и штаб-квартиры Государственного телевидения Ливии в Триполи, после чего оно прекратил свое вещание.
По состоянию на 22 августа под контролем повстанцев находилось, по разным данным, от 75 до 90 процентов Триполи. Репортёры Аль-Джазиры сообщили об артиллерийской стрельбе вблизи Баб-эль-Азизии. Иностранные репортёры, находящиеся в гостинице Риксос в Триполи, сообщили, что вблизи гостиницы слышны выстрелы и, судя по всему, идут бои. При этом они сообщают, что семьи высокопоставленных чиновников правительства Каддафи покинули гостиницу Риксос.
В интернете появилось видео, показывающее, что Зинтанский батальон революционеров контролируют аэропорт Триполи.
Также сообщается о боях за авиабазу Митига и район Аль-Мансур.
Аль-Джазира сообщила, что, возможно, началось восстание и в Эль-Хомсе, находящемся между Злитеном и Триполи. В этот же день корреспондент Аль-Джазиры, направлявшийся с отрядами революционеров из Мисраты в сторону Триполи сообщил, что Эль-Хомс находится под контролем революционных сил, однако рядом со Злитеном были очаги сопротивления войск Каддафи.
22 августа 2011 года телеканал SkyNews сообщил, что после входа революционеров в Триполи, цены на нефть на мировых рынках резко упали.
Также, 22 августа поступила первая неподтверждённая информация, что город Зувара на побережье Средиземного моря, поднявший накануне восстание и присоединившийся к революционерам, подвергся сильному обстрелу с систем залпового огня с трёх направлений[уточнить]. В дальнейшем информация о блокаде восставшей Зувары подтвердилась. Телеканал Аль-Джазира сообщает, что силы НАТО перехватили крылатую ракету, выпущенную в Сирте.
23 августа Саиф аль-Ислам Каддафи появился в гостинице Риксос и опроверг слухи о своём аресте. Взять под свой контроль Баб-эль-Азизию революционеры накануне не смогли, так как сообщается, что в этом районе высокая концентрация войск Каддафи. Накануне авиация НАТО осуществила мощнейшую бомбардировку Баб-эль-Азизии, поразив как минимум 40 целей. Обозреватели предполагают, что полковник Каддафи с высокой долей вероятности может находиться именно в правительственном комплексе Баб-эль-Азизия.
Обозреватели обращали внимание, что, благодаря подземным коммуникациям, которые, в частности, соединяют Баб-эль-Азизию и гостиницу Риксос, Каддафи и высокопоставленные чиновники Джамахирии, а также верные ему войска всё ещё могли передвигаться по Триполи. Телеканал Аль-Джазира сообщил, что революционеры находятся в 500 метрах от правительственной резиденции Баб-эль-Азизия. Также приходят сообщения от журналистов и репортёров, находящихся в гостинице Риксос. По их словам, в гостинице, которую власти запретили им покидать, нет света. Телеканал Аль-Джазира сообщает, что революционеры преодолели первые ворота и вошли на территорию Баб-эль-Азизии. Перед этим авиация НАТО разрушила часть стены комплекса Баб-эль-Азизия, благодаря чему их отряды смогли проникнуть внутрь. Вечером 23 августа появились сообщения, что силы повстанцев после четырёх часов ожесточённых боёв сумели захватить Баб-эль-Азизию.
О противоречивости и нестабильности ситуации в Ливии по состоянию на 23 августа сообщили корреспонденты Первого канала, что оставшиеся войска Каддафи не потеряли контроль над частью территории Ливии. В частности, корреспонденты не смогли пересечь границу с Ливией через пограничный пункт Рас-Адждир, который оставался на тот момент в руках отрядов Каддафи, и граница по-сути, была закрыта. Известно также, что такие важные города, как Бени-Валид, Сирт, а также города на юге Ливии — Себха, Гадамес, Хун и Гат — оставались в руках верных Каддафи войск. Однако город Зувара, находящийся в 60 км к востоку от границы с Тунисом, согласно сообщениям Аль-Арабии, контролируется революционерами. Телеканал сообщает, что накануне города Зувара и Аджейлат подверглись артобстрелу войск Каддафи.
23 августа 2011 года посол Ливии в Объединённых Арабских Эмиратах Ареф Али Найед сообщил, что нефтепромышленный комплекс Эз-Завии пострадал незначительно, повреждения устранимы и переработка нефти возобновится в ближайшее время. В этот же день представитель революционеров Ахмед Бани сообщил телеканалу Эль-Аан, что «Нефтеперерабатывающие предприятия Бреги и Рас-Лануфа освобождены» и находятся под контролем революционеров.
24 августа большая наземная часть Триполи, включая правительственный комплекс Баб-эль-Азизия была под контролем революционеров, однако, как сообщают Аль-Джазира и Reuters, в городе, особенно в темное время суток, ещё слышны выстрелы, в том числе артиллерийский огонь и выстрелы снайперов. Представитель правительства Каддафи Мусса Ибрагим сообщил, что сопротивление революционерам продлится месяцы и даже годы.
«Мы превратим Ливию в вулкан с лавой под ногами у захватчиков и агентов-предателей» — заявил он по телефону. Сам Муамар Каддафи по телефону сообщил радиостанции Аль-Аруба, что находится в Ливии, но косвенно признал, что покинул Триполи. По его словам, «уход из Триполи и резиденции был тактическим манёвром», а находиться в части города, по которой авиация НАТО нанесла уже более 60 ракетных ударов, было бы бессмысленно. По словам представителя повстанцев Омара Аль-Гирани, по жилым районам города было выпущено 7 ракет Град, а в районе аэропорта временами слышен миномётный огонь. Также информационное агентство Reuters сообщает о боевых действиях на юге Ливии, в Себхе.
Позже Аль-Джазира сообщила со ссылкой на представителя революционеров, что бои идут южнее Триполи, где, по некоторым данным, может укрываться сам полковник Каддафи. Сама же Баб-эль-Азизия, а также Аль-Мансура и гостиница Риксос, по словам корреспондентов Аль-Джазиры, находится под ракетным обстрелом со стороны района Абу-Салим. Ближе к вечеру появилось сообщение репортёров Аль-Джазиры, что все иностранные журналисты, находившиеся ранее в гостинице Риксос, были эвакуированы «четырьмя или пятью машинами». Сами революционеры, по словам репортёров Аль-Джазиры, используют захваченную накануне резиденцию Каддафи — Баб-эль-Азизию в качестве своего военного штаба. Приходят сообщения об ожесточённых боях в районе Абу-Салим в Триполи. Известно также, что лоялисты продолжают удерживать территорию зоопарка, а их снайперы находятся в парке Альнассер. Оплотом войск Каддафи в
центре Триполи считается пансион, в котором Саиф-аль-Ислам принимал гостей. В целом, по данным революционеров, которых цитирует Аль-Джазира, в боях за Триполи на 24 августа они потеряли свыше 400 человек убитыми и 2000 раненными. Ночью появились сообщения, что в Триполи были похищены четыре итальянских журналиста, ехавших по Триполи, а перевозивший их водитель был убит.
24 августа 2011 года представитель Переходного Национального Совета Ливии Ахмед Джехани, отвечающий за восстановление инфраструктуры в Ливии, заявил, что Переходный Национальный Совет обещает соблюдать все ранее подписанные правительством Каддафи нефтяные контракты. «Вопрос об аннулировании каких-либо контрактов не стоит» — сообщил Ахмед Джихани.
25 августа немного прояснилась ситуация с городом Зувара, с которого до этого приходила противоречивая информация. По словам представителя войск революционеров полковника Абду Салема, их силы удерживают город, который находится в осаде войск Каддафи и просят подкрепления у Зинтанского командования, однако те не могут их выделить, «так как все силы брошены на Триполи». По словам Абду Салема, революционеры заняли и контролируют центр Зувары, а участок побережья к западу от Зувары и до тунисской границы остаётся под контролем войск Каддафи. Чуть позже, по некоторым данным, бой за Зувару закончился и силы революционеров сняли блокаду города. В Триполи подтвердилась информация о том, что иностранные журналисты освобождены из гостиницы Риксос, а в саму гостиницу вошли войска революционеров; а также о похищении четырёх итальянских и ранении двух французских журналистов. Активные боевые действия, как сообщается, проходят по периметру захваченной накануне силами революционеров Баб-эль-Азизии, а также в соседнем районе Абу-Салим. В район Сук-Альджумаа, находящийся на северо-востоке Триполи, согласно поступающей информации, прибыли подкрепления революционеров из Мисраты, которые считаются наиболее эффективными в условиях уличных боёв. Телеканал Аль-Джазира сообщает о том, что войска революционеров начали прочёсывать подземные тоннели Триполи в поисках полковника Каддафи, а также лояльных ему войск, которые могли укрыться в подземных коммуникациях. По некоторым данным, под Триполи не менее десятка бункеров с подземной инфраструктурой, не связанных между собой.
Также продолжались бои в районе Абу-Салим.

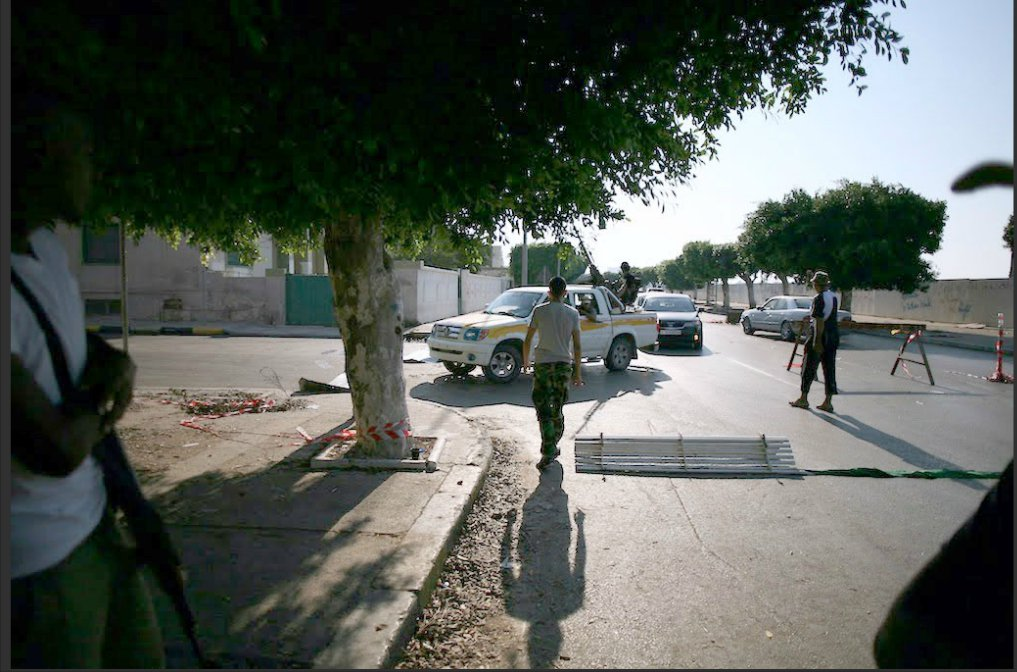
Контрольно-пропускной пункт повстанцев в Триполи

26 августа продолжилось наступление сил революционеров на юге Триполи, в районах Абу-Салим и Хатба Шаркия, которые остаются главными очагами сопротивления сил Каддафи в столице. По некоторым данным, большая часть Абу-Салима уже взята под контроль сил революционеров. Атаке войск Каддафи подвергся аэропорт Триполи, в котором, как сообщают источники революционеров, ракетным огнём были уничтожены как минимум 4 самолёта. Репортёры, освобождённые накануне из гостиницы Риксос, переместились сейчас в гостиницу «Коринфия».
Ночью в столицу из Бенгази перебрался Переходный Национальный Совет. В ответ на возросшие беспорядки и грабежи, представитель переходного правительства Мустафа Абдель Джалиль просит жителей Триполи прекратить мародёрство. «Вы — это те, кто претворит в жизнь все наши мечты, мы в этом уверены, прошу вас, уважайте город вокруг вас. Это ваше имущество, берегите его», — обращается официальный представитель оппозиции Мустафа Абдель Джалиль к жителям столицы. В самом городе, как передают корреспонденты Аль-Джазиры, из Абу-Салимской тюрьмы были освобождены 107 политзаключённых. Вечером информагентства сообщили, что революционеры продвинулись в район Ямук южнее Триполи по дороге на аэропорт Бенгашир, где находится военный лагерь Ярмук 32-го батальона спецназначения Хамиса. Евроньюс сообщает, что, несмотря на ожесточённое сопротивление войск Хамиса, революционерам удалось прорваться на территорию склада, где было обнаружено большое количество оружия и боеприпасов. Параллельно приходили сообщения с западного фронта близ Тунисской границы, где, по некоторым данным, войскам революционеров удалось захватить военную базу Марзак-аль-Шамс в городе Зувара, а некоторые СМИ, ссылаясь на Аль-Джазиру, сообщили о боях войск Каддафи с силами армии ПНС в районе Рас-Адждира, возле самой ливийско-тунисской границы.
26 августа 2011 года официальный представитель ПНС по финансам и нефти Али Тархуни сообщил, что в ближайшее время будут приниматься меры по восстановлению основной сферы ливийского экспорта — нефтедобычи. «Состояние нефтедобывающей и нефтеперерабатывающей инфраструктуры гораздо лучше, чем мы ожидали, повреждения минимальны. Конечно, есть полностью разрушенные сооружения, но в целом ущерб составляет не более 10 процентов. За две недели мы планируем выйти на экспорт 500—600 тысяч баррелей в сутки», — заявил он.
27 августа появились сообщения, что войскам революционеров удалось взять под свой контроль главный пограничный переход на границе Ливии с Тунисом — Рас-Адждир, что открывает путь для поставок гуманитарной помощи в Триполи, который сейчас испытывает нехватку продуктов питания и медикаментов.
В Триполи сопротивление революционерам с центральной части города переместилось на его южные окраины. Бои ведутся в районе Южного аэропорта, который, по некоторым данным, уже находится под контролем революционеров. Аль-Джазира сообщает об установлении ими контроля и над южным пригородом Триполи Саллахаддин, находящемся между столицей и Международным аэропортом, а также пригородом Триполи, известным как
Каср-ибн-Гашир. Район Абу Салим, в котором накануне шли ожесточённые бои, как передаёт телеканал EuroNews, сейчас контролируется войсками революционеров. Сообщается, что центр
Триполи постепенно возвращается к мирной жизни, однако испытывается острый дефицит продовольствия и медикаментов.
28 августа корреспонденты Аль-Джазиры сообщили, что на западе Ливии пограничный с Тунисом пункт Рас-Адждир и прилегающие к нему районы Ливии, в основном под контролем сил революционеров, а очаги сопротивления войск Каддафи остаются только возле города Эль-Аджейлат. По некоторым данным, в Тунис после открытия КПП Рас-Адждир хлынул поток беженцев из Ливии, а Триполи находится под контролем сил Переходного Национального Совета. В столице, по словам очевидцев, уже стреляют значительно реже, одновременно цены на продукты резко подскочили, испытывается острая нехватка воды.
После взятия революционными силами Триполи бои в западной части страны перекинулись на восточную часть Триполитании, где Бени-Валид до сих пор оставался под контролем отрядов Каддафи, а с Мсаллаты и Тархуны приходила противоречивая информация: по некоторым данным, Тархуна уже перешла под контроль сил революционеров, наступавших со стороны Мисраты. Отдельные видео косвенно говорят о том, что силы оппозиции смогли овладеть и последним оплотом войск Каддафи в горах Нафуса — Ассабаа, который находится между Гарьяном и Яфраном, и куда отступили отряды Каддафи после потери Гарьяна.
Тем не менее, продолжают поступать многочисленные сообщения, в том числе и спекулятивные, о периодических атаках отрядов Каддафи на южные районы Триполи. Так, российская газета «Аргументы.ру», сообщила о якобы взятии силами 32-й бригады спецназначения Хамис в ночь на 4 сентября южных районов Триполи и нескольких диверсионных операциях в столице Ливии (якобы была взорвана гостиница «Аль Фатех», в которой жили представители революционеров из Мисураты; а в районе города Завия якобы было атаковано и понесло серьёзные потери подразделение английского спецназа SAS). Но никакого подтверждения эта информация не получила, а по состоянию на 7 сентября батальоны «бригады Хамиса» были значительно (на 150—180 километров) оттеснены от Триполи в юго-восточном направлении. 11 сентября Председатель Переходного Национального Совета Ливии Мустафа Абдель Джалиль впервые после начала вооружённого конфликта в Ливии прибыл в Триполи, а несколькими днями ранее — 9 сентября — в столице была полностью возобновлена подача питьевой воды населению.
За время боёв за Триполи войска ПНС потеряли убитыми как минимум 1700 человек. О потерях войск Каддафи данных нет, однако известно, что всего 32-я бригада спецназначения «Хамис» с начала конфликта потеряла не менее 9 тыс. человек убитыми.
По данным британской газеты Daily Telegraph ключевую роль во взятии Триполи сыграли не ливийские повстанцы, а британская SAS, бойцы которой были одеты как обычные сторонники ПНС и имели такое же оружие.
Результатом взятия войсками ПНС Триполи стала потеря войсками Каддафи и правительством Джамахирии контроля над ситуацией в Триполитании (в дальнейшем ряд членов правительства Джамахирии были задержаны, часть бывших чиновников бежала), фактическое признание мировым сообществом легитимности власти Переходного Национального Совета, закреплённой признанием новой власти
Ливии Советом Безопасности ООН 17 сентября 2011 года предоставлением представителю новой власти Ливии (Переходного Национального Совета) места члена в Совете Безопасности ООН. Формально это значит, что Организация Объединённых Наций больше не признаёт правительство Муаммара Каддафи.

## Шестой период войны. Ситуация после падения Триполи (сентябрь 2011)
После падения Триполи войска Муаммара Каддафи отступили из города в юго-восточном направлении. Несмотря на значительные потери и утрату контроля над столицей, сторонники Каддафи сохранили контроль над частью территории Ливии, включая города Бени-Валид, Сирт и Себху. Западнее Триполи одним из очагов сопротивления лоялистов остался район вокруг города Джамиль. Несмотря на то, что сам город перешёл под контроль революционеров ещё 27 августа, на всем протяжении трассы к тунисской границе сохранялись очаги сопротивления.
В отличие от Триполи, где, как показал ход событий, наступавшим силам оппозиционеров жители Триполи отнеслись достаточно лояльно,
Сирт, родной город Каддафи, всегда считался его оплотом, в который в своё время он вкладывал огромные финансовые средства. Косвенно о презрении по отношению к вооружённой борьбе против правительства Каддафи свидетельствовали события 28 марта, когда вступившим накануне в Бин-Джавад и Эн-Нофаллию повстанцам и начавшим отступление после огня подошедших правительственных сил, местное население также оказывало сопротивление. После битвы за Триполи, где повстанцы за неделю сумели взять под свой контроль столицу, одновременно очистив от войск Каддафи путь к границе с Тунисом, бои переместились к юго-востоку от столицы, а именно — к городам Бени-Валид и Сирт.
После 27 августа стало понятно, что Сирт остаётся одним из немногих городов, которые ещё способны оказать сопротивление наступающим отрядами ПНС. С другой стороны, отрядам ПНС, завладевшим к концу августа всем побережьем Триполитании и Киренаики, контроль над Сиртом нужен был для объединения и восстановления сухопутного сообщения в Ливии, так как Сирт и прилегающие к нему районы разделяют эти две крупнейшие исторически сложившиеся области государства. К тому же, именно Сирт назывался тем местом, где, по мнению некоторых обозревателей, ещё мог скрываться Каддафи, либо его приближенные или родственники, о чём косвенно могло свидетельствовать то яростное сопротивление, с которым столкнулись наступавшие с запада и с востока войска ПНС. К тому же контроль над городом, являющимся родным для М. Каддафи, носит символическое значение, а потому установление контроля над ним для ПНС является принципиальным. Известно также, что в западной части Сирта проживает значительное количество переселенцев из Мисраты, а в восточной — переселенцев из Бенгази и восточной Ливии.
Другой важный город в центральной части Ливии — Бени-Валид — считается оплотом племени Варфалла, крупнейшего племени Ливии.
В начале сентября 2011 года на одно из первых мест выходит общинно-племенной фактор в ведении боевых действий между сторонами в центральной части Ливии. Поэтому, начиная с сентября 2011 года, наступающим в центральном регионе, особенно чувствительном к племенной динамике, силам недавно сформированной революционерами Национально-освободительной армии и представителям Переходного Национального Совета, приходится чередовать наступательные операции с переговорами не только с представителями войск Каддафи, но и с племенными вождями. Территория, где находится город Бени-Валид, имеет очень сложный рельеф, пересечена множеством глубоких балок, что делает взятие города крайне сложным, а также даёт явное преимущество обороняющейся
стороне.

### Битва за Тархуну
28 августа между Тархуной и Бени-Валидом произошёл бой между отступающими от Триполи силами верных Каддафи и отрядами бывших повстанцев, в результате чего, по неподтверждённым на тот момент данным, погиб Хамис Каддафи — командующий 32-й бригады спецназначения и, по мнению некоторых обозревателей, самый кровавый сын полковника
Каддафи. Информацию проверить не представлялось возможным, что дало отдельным СМИ повод для многочисленных спекуляций как на тему гибели Хамиса Каддафи, так и о самих боевых
действиях. Позже, 17 октября 2011 года телеканал «Аррай», известный своей поддержкой М. Каддафи, подтвердил гибель Хамиса во время битвы за Тархуну.
29 августа к западу от Сирта, как сообщается, отряды ПНС, дислоцировавшиеся в Мисрате, достигли окраин Бени-Валида.

### Атака войск Каддафи на Рас-Лануф
12 сентября 2011 года телеканал Аль-Джазира со ссылкой на агентство Reuters сообщил, что войска Каддафи атаковали нефтяной комплекс возле Рас-Лануфа, находящийся в 20 километрах от жилых районов города. Как сообщается, 17 человек погибло. Как позже выяснилось, диверсионная группа двигалась с юга (со стороны Тзеллы) по дороге, не используемой новыми ливийскими властями. Сама атака пришлась на въезд, но сам комплекс повреждения не получил. Данное событие совпало по времени с возобновлением добычи нефти компанией «Arabian Gulf Oil Company» (Agoco), которая, как сообщается, возобновляет добычу нефти на месторождении Сарир. По словам представителя компании Agoco Абдель Джалиля Маюфа, «планируется запустить очистительный завод в Сарифе, а уже во вторник в терминал Тобрука поступит первая партия нефти. Текущая мощность — 50000 баррелей в день».
Фадл-Аллах Харун, командующий войсками ПНС в этом районе, заявил, что 12 сентября лоялисты атаковали гавань Рас-Лануфа. Он сказал, что в перестрелке они убили 10 лояльных Каддафи солдат, после чего лоялисты отступили. Работники рафинировочного завода рассказали, что 14 или 15 грузовиков, которые перевозили бойцов Каддафи, приехали с запада, возможно, из твердыни каддафистов Сирта. Лояльные Каддафи войска атаковали рафинировочный завод, на котором находились 60 работников. О потерях со стороны атакующих не сообщалось. К заводу прибыли солдаты ПНС, после чего начался ожесточённый бой с применением ракет, но сам завод почти не пострадал. Представитель ПНС заявил, что в бою они потеряли от 15 до 17 солдат.

### Атака войск Каддафи на Гадамес
25 сентября утром поступила первая неподтверждённая информация об атаке войск Каддафи (предположительно — туарегов) на Гадамес, который с конца августа находился под контролем ПНС. По неподтверждённым данным, погибло по крайней мере 17 человек. В середине дня информация была подтверждена Переходным Национальным Советом. По словам военного представителя ПНС Ахмеда Бани, «эти боевики атаковали… Гадамес. По имеющейся у нас информации, эти группы связаны с Хамисом Каддафи». По его словам, подошедшие подкрепления их армии отбили атаку на город. Позже представитель Совета Гадамеса сообщил, что погибших 8 (ранее сообщалось о 15 погибших), подтвердив, что атака на город была отбита. С какой стороны была произведена атака (со стороны соседнего Алжира или с пустыни) не сообщалось, однако внешнеполитическое ведомство ПНС Ливии потребовал объяснений от алжирской стороны в связи с инцидентом

### Ультиматум войскам Каддафи
30 августа Переходный Национальный Совет Ливии выдвинул сторонникам Каддафи, находящимся в Сирте и Бени-Валиде, ультиматум о сдаче до 10 сентября. Ультиматум действовал до 8 сентября, когда войска лоялистов, находящиеся в Бени-Валиде открыли артиллерийский огонь по окрестностям города, после чего вновь начались боевые действия.

### Наступление ПНС на юге Ливии
Ещё 27 августа агентство Reuters сообщало о боевых действиях на юге Ливии, в Себхе, однако тогда эта информация проверена быть не могла.
9 сентября, после окончания боёв в западной части страны, военное командование сил ПНС отправило автоколонну (100—150 машин) на юг Ливии, в направлении Себхи.
14 сентября отряды революционеров (500 человек) после боя овладели
военным аэродромом возле города Брак (Дирак) в 90 километрах севернее Себхи. Как сообщается, приблизительно 70 солдат Каддафи отступили в направлении Себхи.
17—18 сентября сообщалось, что войска ПНС сумели захватить город Брак, а также посёлки Гира, Ашукида, Эз-Зиген, Самну и Таманхинт, некоторые из которых были взяты в результате переговоров с местными общинами.

### Битва за Себху
19 сентября появились сообщения, что войска ПНС, подошедшие с восточной стороны к Себхе, захватили аэропорт, крепость и район Маншия в южной части Себхи.
20 сентября войска ПНС продолжали вести бои по взятию Себхи. Представитель «Бригады Щита пустыни» (бригада войск ПНС в южной Ливии) Мухаммед Вардугу сообщил, что был взят в плен глава разведки правительства Каддафи района Эль-Хофра (район городов Хун, Уэддан и Сокна) генерал Бельгасим Эль-Абаадж, который, по словам Вардугу, ответственный за многие преступления в Эль-Хофре". Также, по словам Вардугу, около 300 наёмников армии Каддафи бежали с Себхи. Однако канал CNN, репортёры которого проделали путь вместе с войсками ПНС в Себху и показали видеокадры оттуда, говорят, что бои за Себху, как и за остальные населённые пункты, занятые войсками ПНС на юге Ливии ранее, были незначительными. Наибольшее сопротивление было встречено в районе Эль-Маншия накануне, где под снайперским огнём погибло несколько солдат ПНС. Корреспондент CNN сообщил, что ему неизвестно, контролируют ли войска ПНС весь город.
Вечером 20 сентября командующий войсками ПНС Башир Альхваз сообщил, что за время краткосрочных боёв за Себху потери армии ПНС составили 3 человека убитыми, потери войск Каддафи составили 19 человек убитыми. Также он подтвердил, что войска ПНС контролируют большую часть города, заявив, что для взятия под полный контроль южных границ Ливии понадобится неделя.
21 сентября представитель Переходного Национального Совета Ливии в Себхе Абдельмаджид Сеиф Эннаср сообщил, что войска ПНС «полностью контролируют Себху, и все, включая [тех, кто был] за Каддафи, сейчас на стороне революции». Также он добавил, что сопротивление Переходному Национальному Совету в Себхе было незначительным. Позже, со ссылкой на командование войск южного фронта, источники сообщили, что из 300 отступивших солдат Каддафи, 150 было взято в плен.
22 сентября МАГАТЭ (Международное Агентство по Атомной энергии ООН) сообщило, что войска ПНС Ливии нашли вблизи Себхи военный объект, где, как впоследствии выяснилось, находятся радиоактивные материалы.

### Бои за Джуфру
22 сентября представитель командования войск армии ПНС в Мисрате Фатхи Башага сообщил, что под контролем их войск находится весь регион Джуфра (регион Джуфра включает в себя города: Уаддан, Хун и Сокна). По его словам, в Джуфре был склад химического оружия, который был взят под контроль ПНС. Города района Джуфра (Уаддан, Хун и Сокна) находятся на юге Ливии, между Сиртом и Себхой (примерно 250 километров южнее Сирта и примерно в таком же расстоянии к северу от Себхи).
Также 22 сентября командование НАТО сообщило, что в Ливии остаётся три очага сопротивления войск Каддафи, упоминая при этом помимо Бени-Валида и Сирта, город Фукаха в провинции Джуфра. Однако представитель оставшейся в нескольких городах Ливии группировки войск Каддафи Мусса Ибрагим, связавшийся с сирийским телеканалом «Аррай» с неизвестного местоположения, заявил о продолжении борьбы с «агентами и предателями», назвав среди подконтрольных войскам Каддафи городам помимо Сирта и Бени-Валида, также оазис Джуфра. Однако данное заявление идёт вразрез с сообщениями ряда информагентств, ссылающихся на Переходный Национальный Совет, о контроле ПНС над оазисом Джуфра.

### Бои за города южного Фессана
20 сентября стало известно, что после непродолжительных боёв накануне боевые действия перенеслись на города Годдва и Траган, к югу от Себхи, где, как сообщил Мухаммед Вардугу, силы ПНС также «развивали успех».
22 сентября представитель Переходного Совета Хуни Джафра Мустафа сообщил, что помимо Себхи, они контролируют Мурзук, Катрун, Убари, а также ряд других небольших населённых пунктов и пограничные Нигером и Чадом, районы (в общей сложности 90 % южной Ливии). Таким образом, 22 сентября не подконтрольной ПНС на юге страны оставалась только территория на крайнем юго-западе Ливии (города Сарделес, Тахала)
Другой важный город в центральной части Ливии — Гат и Эль-Бирка возле границы с Алжиром), находящаяся в значительном удалении (от 300 до 450 километров) от уже занятых армией ПНС городов.
25 сентября появилась информация, что боевые действия перекинулись на район города [Гат] на крайнем юго-западе Ливии (на границе с Алжиром), подробностей не сообщалось., однако в дальнейшем она не подтвердилась. Ранее командующий Мухаммед Вардугу сообщал, что захваченный в Себхе генерал войск Каддафи Бельгасим эль-Абадж сообщил, якобы он разговаривал с полковником Каддафи, который, по его словам, находился в районе города Гат «с группой наёмников из Нигера и Чада, знающих дороги в пустыне»
28 сентября группа журналистов (в том числе и репортёры BBC) добрались до Убари, где представители ПНС сообщили, что город является форпостом сил ПНС, дальше которого наступление ещё не велось. Таким образом, 28 сентября Гат ещё не был под контролем сил ПНС.

## Седьмой период войны. Бени-Валид и Сирт (сентябрь—октябрь 2011)
До 10 сентября действовал ультиматум, согласно которому войскам Каддафи, «во избежание дальнейшего кровопролития», предлагалось сдать города Сирт и Бени-Валид без боя. Однако, отсутствие особого влияния старейшин на лояльные Каддафи войска в городе, свели на нет попытки представителей Переходного Национального Совета Ливии. События 9 сентября полностью перечеркнули дальнейшие перспективы подобных переговоров.

### Битва за Бени-Валид
9 сентября на Восточном фронте, согласно сообщениям Аль-Джазиры и SkyNews, в район Красной Долины, занятой Национальной армией накануне, обрушились артиллерийские
снаряды, по некоторым данным, между Красной Долиной и посёлком
Харва, завязался бой.
Возле Бени-Валида также завязались бои между вооружёнными сторонниками Каддафи и частями ПНС По словам командующего отрядами повстанцев, накануне ночью правительственные войска под прикрытием
огня ракетами Град, попытались прорваться через позиции сил ПНС в направлении Триполи в 30 километрах от Бени-Валида, однако были
отброшены. Позже Абдулла Кеншил, представитель Переходного Национального Совета,
сообщил, что, хотя наступление в пятницу не планировалось (срок окончания ультиматума войскам Каддафи в Сирте и Бени-Валиде, согласно заявлениям представителей ПНС, заканчивался в субботу, 10 сентября), его пришлось предпринять.
Вечером 9 сентября появились сообщения, что войска ПНС, контратакуя противника, пошли в наступление и к вечеру вошли в городскую черту Бени-Валида, продвинувшись на 1 километр вглубь города, где завязались
уличные бои. Абдулла Кеншил сообщил, что войска, лояльные ПНС, вошли в Бени-Валид с севера, юга и востока, продвинувшись 1,5-2 километра от рынка в сторону центра
города.

#### Первая попытка штурма (10—15 сентября)
10 сентября продолжались ожесточённые бои в Бени-Валиде. Представители Переходного Национального Совета сообщили, что они недооценили количество лояльных Каддафи войск в городе (около 1000, хотя ранее предполагалось, что Бени-Валид обороняет не более 150 солдат), по их словам, получает подтверждение информация, что Саиф аль-Ислам Каддафи находится в Бени-Валиде. Накануне, войдя в город, отряды бывших повстанцев встретили ожесточённое сопротивление и отступили, ожидая подкрепления, а авиация НАТО нанесла серию ударов (не меньше пяти) по позициям войск Каддафи в Бени-Валиде. Поступает информация о значительном количестве снайперов (в частности, в районе Вади-Динар), а также артиллерии войск Каддафи в Бени-Валиде.
11 сентября ночью, как сообщается, сохраняющие верность Каддафи войска нанесли удар артиллерией и реактивными установками «Град» по окрестностям Бени-Валида после того, как войска ПНС отступили накануне и проводили перегруппировку в нескольких километрах от города. Наступавшая со стороны Мисраты (Вади-Малдум), Бригада Халбус, по словам командующего Западным фронтом Национальной армии Халеда Абдуллы Салема, вошла в город и заняла позиции в 10 километрах от центра Бани-Валида. Также командующий сообщил, что войскам Национальной армии в городе противостоят отступившая 32-я бригада спецназначения Хамис, члены тайной полиции «Легион Тория», а также наёмники с суданского Дарфура.
Вечером 11 сентября Аль-Джазира со ссылкой на военное командование новых властей Ливии, сообщила, что под контроль сил ПНС был взят северный въезд в город, закрепившись на окраинах Бени-Валида.
12 сентября информагентства сообщили о потоке беженцев с Бени-Валида, в котором, по словам покидающих город жителей, ощущается нехватка топлива и продуктов питания, а также идут ожесточённые бои. По словам очевидцев, войска подконтрольные ПНС встречают серьёзное сопротивление, однако смогли закрепиться на северо-западных окрестностях Бени-Валида, уличные бои продолжались.
13 сентября представители Переходного Национального Совета Ливии сообщили, что с учётом потока беженцев в последние дни, жителям Бени-Валида даётся ещё 2 дня чтоб покинуть город, переехав в более безопасное место, прежде чем боевые действия вновь активизируются. Подобные сообщения на Бени-Валид транслировала радиостанция, находящаяся в
Тархуне. Таким образом, учитывая ожесточённое сопротивление в Бени-Валиде, а также большое число оставшихся в городе мирных жителей, сторонники новой власти Ливии в лице ПНС решили приостановить активные боевые действия в городе на несколько дней.
14 сентября в Бени-Валиде было относительное затишье, которым воспользовались местные жители для бегства из города в виду угроз дальнейших вспышек боевых
действий.
15 сентября в районе Бени-Валида особой военной активности не наблюдалось, войска Национальной армии продолжали перегруппировку, а лояльные Каддафи войска в Бени-Валиде, по словам местных жителей, покидавших город, заняли снайперские и пулемётные позиции внутри и на крышах «жилых домов и школ». Покидавшие город жители Бени-Валида обеспокоены выжидающей позицией Переходного Национального Совета. Так, по словам некоторых местных жителей, многие семьи в Бени-Валиде находятся «в ловушке» и не в состоянии покинуть город, ситуация в котором ухудшается с каждым днём.

#### Вторая попытка штурма (16—25 сентября)
16 сентября появилась информация о начале нового штурма Бени-Валида, в результате которого, как сообщило агентство Reuters, войскам Национальной армии удалось захватить «долину, ведущую к центру
города».
В дальнейшем сообщалось, что этот штурм также успехом не увенчался.
21 сентября военный представитель ПНС Ахмед Бани признал, что войска новой власти столкнулись с географическими трудностями у города Бени-Валид, который расположен «между горами», а также с большим количеством снайперов и артиллерии дальнего радиуса действия. Однако Ахмед Бани добавил, что город «на 100 % окружён».
24 сентября сообщалось, что многие добровольцы, воевавшие на стороне ПНС Ливии под Бени-Валидом, ввиду патовой ситуации и неспособности взять город в течение нескольких недель, покидали место боевых действий. По словам бойцов, они поражены тем масштабом сопротивления, с которым столкнулись, а также недовольны неорганизованностью в рядах добровольцев.
25 сентября Аль-Джазира сообщила, что во время возобновившихся боёв за Бени-Валид погибло 30 бойцов новой ливийской власти.

#### Третья попытка штурма (26 сентября—3 октября)
26 сентября стало известно, что после ночного артобстрела позиций войск Каддафи в городе, части Национальной армии начали новую атаку на город, уже с участием танков и зенитных орудий. Сообщается об ожесточённом сопротивлении, для подавления которого войска новой ливийской власти задействовали артиллерию. Однако, по словам командующего Мухаммеда Эль-Седдика, командование Национальной армии воздерживалось от применения пехоты на этом этапе операции. По его словам, «пехота будет участвовать позднее. Заключительное сражение будет в течение следующих двух дней».
28 сентября Аль-Джазира сообщила, что из-за ракетного обстрела возле Бени-Валида погибли 11 бойцов Национальной армии, в том числе и один из старших командующих — Дау эль-Шахин эль-Джадак, на машину которого пришёлся удар. Сам Дау аль-Шахин аль Джадак, как сообщается, был родом с Бени-Валида. Полевой командир войск ПНС, капитан Валида Хаймедж сообщил, что наступление на город было фактически остановлено. По его словам, «ракетные и артиллерийские удары не прекращаются. Мы ведём ответный огонь, но не вводим в бой пехоту. Мы ждём подкреплений из Триполи и Эз-Завии». Также командующий сообщил о низкой эффективности авиации НАТО, которая наносит удары по ракетным установкам, однако те появляются в других местах.

#### Штурм Бени-Валида (4—17 октября)
4 октября один из командующих войск новой власти — Адель Беньюр — заявил, что по имеющейся у него информации, большинство жителей, а также часть лояльных Каддафи войск, покинули Бени-Валид, укрывшись за его пределами, что, по его словам, «облегчит… атаку на город в течение ближайших двух дней».
До этого предпринимались неоднократные безрезультатные попытки штурма города, которые прекратились после ощутимых потерь, понесённых наступавшими сторонниками новой ливийской власти. С конца сентября возле города было относительное затишье, активных боевых действий не велось.
9 октября командующий войсками временного ливийского правительства Юнис Мусса сообщил, что в ходе начавшегося наступления на Бени-Валид накануне, у лояльных Каддафи войск был отбит аэропорт Бени-Валида, и бои продолжались в 1 километре от центра города.
Однако 10 октября сообщается о контратаке войск Каддафи в Бени-Валиде, в результате которой силы ПНС потеряли 17 бойцов и вынуждены были отступить с территории аэропорта.
11 октября стало известно, что войска временного ливийского правительства накануне овладели посёлком Эль-Шамих в 35 километрах южнее Бени-Валида, тем самым открыв путь к городу с южной стороны. Силы Переходного ливийского правительства установили пропускной пункт в Шамихе, через который район Бени-Валида покидают беженцы. Для них в районе посёлка Несма был создан лагерь. 11-12 сентября сторонники Переходного правительства появились на южных окрестностях Бени-Валида и заняли район Сакания на юге города.
15 октября несмотря на заявления представителей Переходного правительства о приостановке наступления на Бени-Валид до взятия Сирта, стали поступать сообщения о наступлении гражданских батальонов из Мисраты в восточной части Бени-Валида, где, по некоторым данным, сторонники Переходного правительства овладели Районом 1. Командование сил нового правительства заявило о контроле своих сил над промзоной, районами больницы, рынка, где, тем не менее, ещё могли находиться снайперские позиции.
16 октября, по словам представителя исполнительного кризисного комитета переходного ливийского правительства Али Деки, под контролем новой власти находились центральная и северная части города. Под контролем войск Каддафи находился район Дахра на юге Бени-Валида.
17 октября Рейтерс со ссылкой на полковника Абдуллу Накера сообщило о полном взятии Бени-Валида правительственными войсками Национального переходного совета. Позже корреспонденты Reuters, побывавшие в Бени-Валиде и не обнаружившие войск Каддафи в городе, подтвердили взятие города силами Переходного ливийского правительства.

### Битва за Сирт

#### Бои на Сиртском направлении (8—14 сентября)
8-10 сентября войскам ПНС удалось взять Красную Долину (Вади-эль-Хаммар) в 90 км восточнее Сирта, где завязались позиционные бои.
11 сентября силы Западной группировки войск ПНС продолжили наступление на Сирт, после чего заняли посёлки Эль-Геддахия и Эль-Вашк, Буэйрат-аль-Хасун и Эль-Вашк. В этот же день на Восточном фронте войска ПНС подошли к посёлку Харава.
14 сентября Западный фронт войск ПНС из-за отсутствия снабжения и серьёзных потерь вынужден был отступить до посёлка Геддахия западнее Сирта.

#### Первая попытка штурма (15—18 сентября)

Битва за Сирт

15 сентября войска ПНС (отряд «Тувар Мисрата», то есть «революционеры Мисураты») вышли к западным окраинам Сирта, пересекли мост Эль-Гарбият и с ходу предприняли штурм города. Осажденные войска Каддафи оказали ожесточенное сопротивление, в результате чего штурм провалился. Тем не менее, войска ПНС сумели закрепиться на западных окраинах Сирта.
17 сентября на восточном фронте отряды ПНС сумели овладеть поселком Харава.

#### Вторая попытка штурма (19—23 сентября)
19 сентября войска Западного фронта ПНС предприняли вторую попытку штурма Сирта, не давшую значительных результатов. Войска Восточного фронта ПНС захватили посёлок Эс-Султан в 50 км восточнее Сирта. Ближе к вечеру войска ПНС достигли восточного въезда в Сирт, но были вынуждены отступить вследствие отсутствия боеприпасов и снабжения.
23 сентября войска Восточного фронта ПНС повторно взяли под свой контроль восточный въезд в Сирт, после чего продвинулись на запад ещё на 10 километров.

#### Третья попытка штурма (24—30 сентября)
24-25 сентября войска Западного фронта ПНС возобновили штурм Сирта, в результате чего захватили район Заафран в 1 км от центра города. Однако, из-за высоких потерь войска ПНС были вынуждены отступить из центра города.
26 сентября войска Восточного фронта ПНС вошли в восточные пригороды Сирта, где завязались уличные бои.
27 сентября войска Восточного фронта ПНС захватили порт Сирта. В этот же день из-за контратак войск Каддафи отрядам ПНС пришлось отступить из комплекса Угадугу.
28 сентября войска Западного фронта ПНС с южного направления захватили аэропорт Сирта, который ранее использовался силами Каддафи как позиция для ракетного и артиллерийского обстрела наступавших.

#### Объединение войск ПНС (1—6 октября)
1-3 октября войска Восточного фронта ПНС соединились с западной группировкой, после чего продолжили наступление на Сирт с южного направления. Плацдармом для наступления стал район «Сиртского кольца», находящийся на пересечении южных и восточных дорог от города. Войскам ПНС удалось отсечь группировку войск Каддафи в районе Каср-абу-Хади от основных сил и полностью окружить город. Также войска ПНС захватили штаб батальона Саади Каддафи. После ожесточенных боев войска ПНС взяли под свой контроль район Каср-абу-Хади, где родился полковник Каддафи.
4-5 октября в Сирте продолжились уличные бои, постепенно перемещавшиеся ближе к центру города.
6 октября войска Каддафи предприняли контратаку, которая была отбита войсками ПНС. В этот же день войска ПНС заняли гостиницу эль-Гардабия, боевые действия переместились в район домов возле побережья.

#### Бои в центральной части города (7—17 октября)
7—10 октября войска ПНС предприняли крупное наступление на город, в ходе которого овладели конференц-центром Угадугу, территорией университета Сирта и больницей Ибн-Сина. Также были захвачены районы Сабамия и Эль-Гиза.
11—13 октября продолжились бои в основной части города, которые закончились отступлением отрядов ПНС под интенсивным обстрелом вооружённых сил Каддафи.
14—17 октября войска ПНС предприняли новую атаку, начались бои в районах Аль-Доллар и Район № 2. Перед наступлением командование ПНС усилило свою группировку в Сирте танками.

#### Завершение штурма Сирта (18—20 октября)
18—19 октября войска ПНС предприняли решительное наступление на остававшиеся под контролем войск Каддафи районы Сирта, в результате чего они заняли район Аль-Доллар.
20 октября состоялся штурм последних подконтрольных войскам Каддафи участков города. Продолжилась зачистка местности, в результате которой, при попытке бегства, был захвачен, а затем зверски убит Муаммар Каддафи, а позже расстрелян его сын Муттазим. Некоторые сторонники Каддафи из обычных граждан, оставшиеся в городе, сообщили, что женщины и дети были убиты в результате перекрёстного огня или обстрела со стороны революционных сил. Поступали также сообщения о преследованиях и кражах со стороны революционеров; однако революционная армия заявила, что оставит безоружных гражданских лиц на произвол судьбы, и разрешила городским семьям доступ к продуктам питания и медицинской помощи. После гибели Каддафи и взятия Сирта, Ливийская джамахирия прекратила своё существование ознаменовав победу ПНС.

## Международная реакция
После начала беспорядков большинство стран провели эвакуацию своих граждан с территории Ливии.
В ходе конфликта большинство членов ООН выступило против правительства Каддафи, призывая его уйти в отставку и передать всю власть Переходному Национальному Совету Ливии. Значительная часть мирового сообщества выступила за невмешательство во внутренние дела Ливии и скорейшее начало мирных переговоров. Однако, страны блока НАТО и некоторые государства Ближнего Востока (т. н. «Коалиция») предпочли вмешаться в ливийский конфликт и выступили за введение «бесполётной зоны» на большей территории Ливии. В результате голосования в ООН была принята «Резолюция Совета Безопасности ООН 1973» и одобрено введение «бесполётной зоны», что также позволило странам коалиции наносить удары с воздуха по войскам правительства Каддафи и проводить ограниченные наземные операции.
На протяжении всего конфликта некоторые страны делали попытки мирного урегулирования конфликта. Муаммар Каддафи даже соглашался уйти в отставку на определённых условиях, которые, однако, не устроили страны коалиции.
Введение санкций против Каддафи и иностранное вмешательство в ход гражданской войны в Ливии сыграло ключевую роль в победе сторонников ПНС.

## Информационная война

### Цензура
Дочерняя компания Bull разработала программное обеспечение под названием Eagle, которое позволяло правительству Каддафи отслеживать интернет-трафик и которое было внедрено в Ливии в 2008 году с усовершенствованным функционированием в 2010 году. Правительство Каддафи отключило все интернет-коммуникации в Ливии и арестовывали ливийцев, которые давали телефонные интервью СМИ. Ливийские власти запретили международным журналистам вести репортажи из Ливии, кроме как по приглашению правительства Каддафи. 21 февраля, газета The New York Times сообщила, что Каддафи пытался пресечь утечку информации из Ливии. Несколько жителей сообщали, что сотовая связь была отключена, и даже стационарная телефонная связь была спорадической. Однако каждый день новые кадры, снятые камерами мобильных телефонов, попадали на YouTube и в международные СМИ. Журналисты и так называемые «исследователи в области прав человека» ежедневно звонили сотням гражданских лиц на территории, контролируемой правительством.
В городе Мисурата лидеры мятежников ввели ограничения в отношении иностранных средств массовой информации. Журналистам не разрешили выехать в деревню Дафния, и их вернули обратно на контрольно-пропускные пункты, удерживаемые мятежниками. Журналисты могли пользоваться только официально утверждёнными переводчиками.
Международные журналисты, пытавшиеся освещать события, подверглись нападениям со стороны сил Каддафи. Съёмочная группа британской службы Би-би-си была избита, поставлена к стене солдатами Каддафи, которые затем произвели выстрелы над головами журналистов, смеясь над ними после этого. Журналист, работающий в британской леволиберальной газете The Guardian, и ещё один бразильский журналист были задержаны. Журналист Аль-Джазиры Али Хасан аль-Джабер был убит и, по-видимому, стал преднамеренной мишенью. Солдаты Каддафи неделю держали в плену четырёх журналистов The New York Times — Линси Аддарио, Энтони Шадида, Стивена Фаррелла и Тайлера Хикса. Гражданин Ливии журналист Мохаммед Наббус был застрелен в голову солдатами Каддафи вскоре после разоблачения ложных сообщений правительства Каддафи, связанных с объявлением о прекращении огня.

### Международные СМИ
После начала революции ливийским студентам, обучающимся в США, якобы звонили из посольства Ливии, инструктируя их присоединиться к митингам в поддержку Каддафи угрожая в противном случае лишить их стипендий, даваемых правительством. Посол Каддафи опроверг эти сообщения.
Помощники Каддафи также организовывали экскурсии для иностранных журналистов в Триполи. Корреспондент The Economist в Триполи отмечал: «Картина, представленная режимом, часто быстро разваливается. Гробы на похоронах иногда оказывались пустыми. Места взрывов перерабатываются. Раненый семилетний ребёнок в больнице стал жертвой автокатастрофы, согласно записке, тайно переданной медсестрой. Журналисты, которые указывают на такое вопиющее искажение фактов, подвергаются нападкам в коридорах отеля».
Британская газета The Guardian описала Джамахирию как «Северную Корею с пальмами». Журналистам не разрешалось никуда ходить или с кем-либо разговаривать без разрешения официальных лиц Джамахирии, которые всегда следовали за ними. Журналисты, которые не освещали события так, как предписывали официальные лица Джамахирии, сталкивались с проблемами и внезапными депортациями.
В июне 2011 года Amnesty International раскритиковала «освещение в западных СМИ», которое «с самого начала представляло очень односторонний взгляд на логику событий, изображая протестное движение как исключительно мирное и неоднократно предполагая, что силы безопасности Джамахирии необъяснимо убивали безоружных демонстрантов, которые не представляли угрозы национальной безопасности». На протяжении всего конфликта из Ливии поступала противоречивая информация, в том числе некоторые западные СМИ к примеру такие как The Guardian, CNN и The New York Times, основываясь на данных телекомпаний Аль-Джазира и Аль-Арабия, значительно нагнетали обстановку в Ливии и выдавали за реальность ложные факты. Некоторые обозреватели считают, что в Ливии впервые были применены в мировом масштабе технологии информационной войны.
Также необъективную информацию предоставлял британский телеканал Би-би-си. Так, по словам руководителя службы новостей Хелен Боуден объективности освещения помешали слишком тесные связи с «повстанцами». Также часто использовалась неподтверждённая информация.

## Последствия
Гражданская война в Ливии стала третьим крупнейшим (после войн в Сирии и в Йемене) конфликтом по числу жертв в ходе Арабской весны. Число погибших по состоянию на конец августа 2011 года достигло 50 тысяч человек.
Война нанесла сильный удар по экономике страны, прежде всего по её внешней торговле. Например, товарооборот Ливии с ЕС в 2011 году составил около трети (около 12 млрд долларов) от уровня 2010 года (тогда он был около 35 млрд долларов). Но уже в 2012 году товарооборот с ЕС превысил уровень 2010 года.
Несмотря на поражение сторонников Каддафи, захват его последних городов и смерть, Саиф аль-Ислам, сын и преемник Каддафи, продолжал скрываться в южном регионе Ливии до своего пленения в середине ноября. Кроме того, некоторые лоялистские силы перешли границу Нигера, хотя попытки побега переростали в насилие, когда их обнаруживали нигерийские войска.
Последствием свержения в 2011 году Муаммара Каддафи стал кризис в Мали, когда на малийскую территорию хлынули беженцы из племен туарегов. Заняв северную часть Мали, они провозгласили там независимое государство Азавад. Позднее туарегов с подконтрольных территорий вытеснили экстремисты.
Спорадические столкновения между силами ПНС и бывшими лоялистами также продолжались по всей Ливии с низкой интенсивностью. 23 ноября 2011 года в столкновениях в Бани-Валиде были убиты семь человек, пятеро из них из числа революционных сил и один сторонник Каддафи.
Боевые действия вспыхнули 3 января 2012 года в здании, которое при правительстве Каддафи использовалось в качестве штаб-квартиры разведки. Абдул Джалиль, председатель ПНС, предупредил ливийцев, что страна может скатиться к новой гражданской войне, если они прибегнут к силе для урегулирования своих споров. Сообщалось, что в результате этих событий пять человек погибли и по меньшей мере пять получили ранения.
Также 3 января правительство Ливии назначило отставного генерала из Мисураты Юселя аль-Манкуоша главой вооружённых сил страны.
23 января Бани-Валид был захвачен боевиками местных племён из-за неспособности ПНС сотрудничать с ними. Сообщалось, что местные силы применяли тяжёлое вооружение и насчитывали 100—150 человек. Восемь бойцов ПНС были убиты и по меньшей мере 25 ранены, остальные бежали из города. Также сообщалось о столкновениях в Бенгази и Триполи.
ПНС функционировал в качестве временного законодательного органа в течение переходного периода. В начале мая 2012 года он принял свои самые радикальные меры на сегодняшний день, предоставив иммунитет бывшим революционерам за действия, совершённые во время гражданской войны, и приказав, чтобы все задержанные, обвиняемые в борьбе на стороне Каддафи, были преданы суду или освобождены к 12 июля 2012 года. ПНС также принял Закон № 37, запрещающий публикацию «пропаганды», критикующею революцию, ставящей под сомнение авторитет руководящих органов Ливии или восхваляющей Муаммара Каддафи, его семью, его правительство или идеи Зелёной книги.
Отчёт The Independent за сентябрь 2013 года показывает, что Ливия погрузилась в худший политический и экономический кризис со времён поражения Каддафи. Добыча нефти почти полностью прекратилась, и правительство передало контроль над значительными районами страны ополченцам, в то время как насилие усилилось по всей стране. К маю 2014 года конфликты между несколькими группировками в Ливии переросли во вторую гражданскую войну.

## Военные преступления
В начале войны в Ливии 26 февраля 2011 Совет Безопасности ООН принял резолюцию 1970, в которой было сказано: СБ ООН постанавляет передать вопрос о ситуации в Ливийской Арабской Джамахирии в период с 15 февраля 2011 года на рассмотрение Прокурора Международного уголовного суда. 16 мая прокуратура МУС потребовала санкции на арест Муаммара Каддафи по обвинению в преступлениях против человечности. 27 июня Международный уголовный суд выдал ордер на арест Муаммара Каддафи, Сейфа аль-Ислама и главы разведслужбы страны Абдуллы ас-Сенусси по обвинению в наборе наёмников и нападениях на участников антиправительственных демонстраций и других преступлениях.
В докладе, который был подготовлен авторитетной международной правозащитной организацией Human Rights Watch, базирующейся в Нью-Йорке, говорится, что расправа над лидером Ливийской Джамахирии Муаммаром Каддафи и его окружением, устроенная 20 октября 2011 года, представляет собой военное преступление.
По словам её экспертов, собранные ими новые данные указывают на «очевидную казнь» без суда и следствия боевиками «базирующихся в Мисурате вооружённых группировок» не только Муаммара Каддафи и его сына Мутассима, но и «десятков пленников» из числа тех, кто находился в окружении прежнего ливийского руководителя в последний день его жизни. Мятежники "казнили по меньшей мере 66 пленников в находящейся поблизости гостинице «Махари». Полученная Human Rights Watch информация указывает на то, что Мутассим Каддафи, раненный при первоначальном боестолкновении автоколонны отца и повстанцев, был доставлен живым из Сирта в Мисурату, где его вскоре убили. Сам истекавший кровью Муаммар Каддафи был зверски избит. Кроме того, его кололи штыком, свидетельствует организация, ссылаясь на видеозаписи, сделанные самими мятежниками на камеры мобильных телефонов.
В соответствии с изложенными в докладе сведениями, 22 октября 2011 года сотрудники Human Rights Watch обнаружили в гостинице «Махари» останки не менее 53 человек, причём у многих из погибших руки были связаны за спиной.

## Культурное влияние
Муаммар: Ты никогда не служил людям

Муаммар: Тебе лучше сдаться

Исповедоваться. Ты не можешь убежать

Наша месть настигнет тебя

Как поезд с рёвом проносится сквозь стену

Мы утопим тебя.
Рэп, хип-хоп и традиционная музыка, наряду с другими жанрами, сыграли большую роль в поощрении инакомыслия против правительства Каддафи. Музыка контролировалась, а несогласные деятели культуры арестовывались или подвергнуты пыткам в странах, где произошла арабская весна, включая Ливию. Музыка обеспечила важную платформу для общения между демонстрантами. Это помогло создать моральную поддержку и поощряло дух восстания против правительств.
Анонимный хип-хоп-исполнитель по имени Ибн Табит дал голос «лишённым гражданских прав ливийцам, ищущим ненасильственный способ выразить свою политическую позицию». На своем веб-сайте Ибн Табит сказал, что он «нападает на Каддафи своей музыкой с 2008 года», когда он опубликовал свою первую песню в интернете под названием «Муаммар — трус». Текст песни «Аль-Суал», выпущенный Ибн Табитом на YouTube 27 января 2011 года, за несколько недель до начала беспорядков в Ливии, свидетельствует о настроениях повстанцев.
Некоторые группы, такие как рок-группа из Бенгази под названием «Парни из подполья», использовали метафоры, чтобы скрыть осуждение властей. Группа выпустила песню незадолго до восстания под названием «Как всегда говорит мой отец», чтобы высмеять автократического вымышленного мужчину-главу семьи, который был завуалированной ссылкой на Каддафи.